# Historia de la ciudad de Buenos Aires

Bandera de la Ciudad de Buenos Aires.

Debido a la gran centralización que existe en la Argentina, muchos sucesos relativos a la historia de la Ciudad de Buenos Aires coinciden con la historia del país. Por esta razón, aquí se trata principalmente el desarrollo institucional de la ciudad, desde su fundación hasta la sanción de la Constitución de la Ciudad de Buenos Aires, incluyendo su nombramiento como capital del Virreinato del Río de la Plata y su federalización.
La hoy capital argentina  tuvo dos fundaciones. La primera en 1536 por Pedro de Mendoza (destruida en 1541 por los propios habitantes a raíz de las constantes amenazas de los indios), y la segunda en 1580 por Juan de Garay. En la segunda ocasión perteneció al Virreinato del Perú[cita requerida] del Imperio español (fundado en 1542). En 1776 fue designada por el Rey de España, capital del recién creado Virreinato del Río de la Plata. Durante la primera de las invasiones inglesas, ocurrida en 1806, la ciudad fue ocupada por fuerzas armadas inglesas y quedó por unos meses bajo la bandera de Inglaterra. En 1810, los pobladores de la ciudad realizaron la Revolución de Mayo, que expulsó al virrey, estableció una junta de autogobierno y dio inicio a la guerra por la independencia de Argentina. Tras la Reforma de la Constitución Argentina de 1994 la ciudad pudo contar con su propia Constitución y con un gobierno autónomo de elección directa.

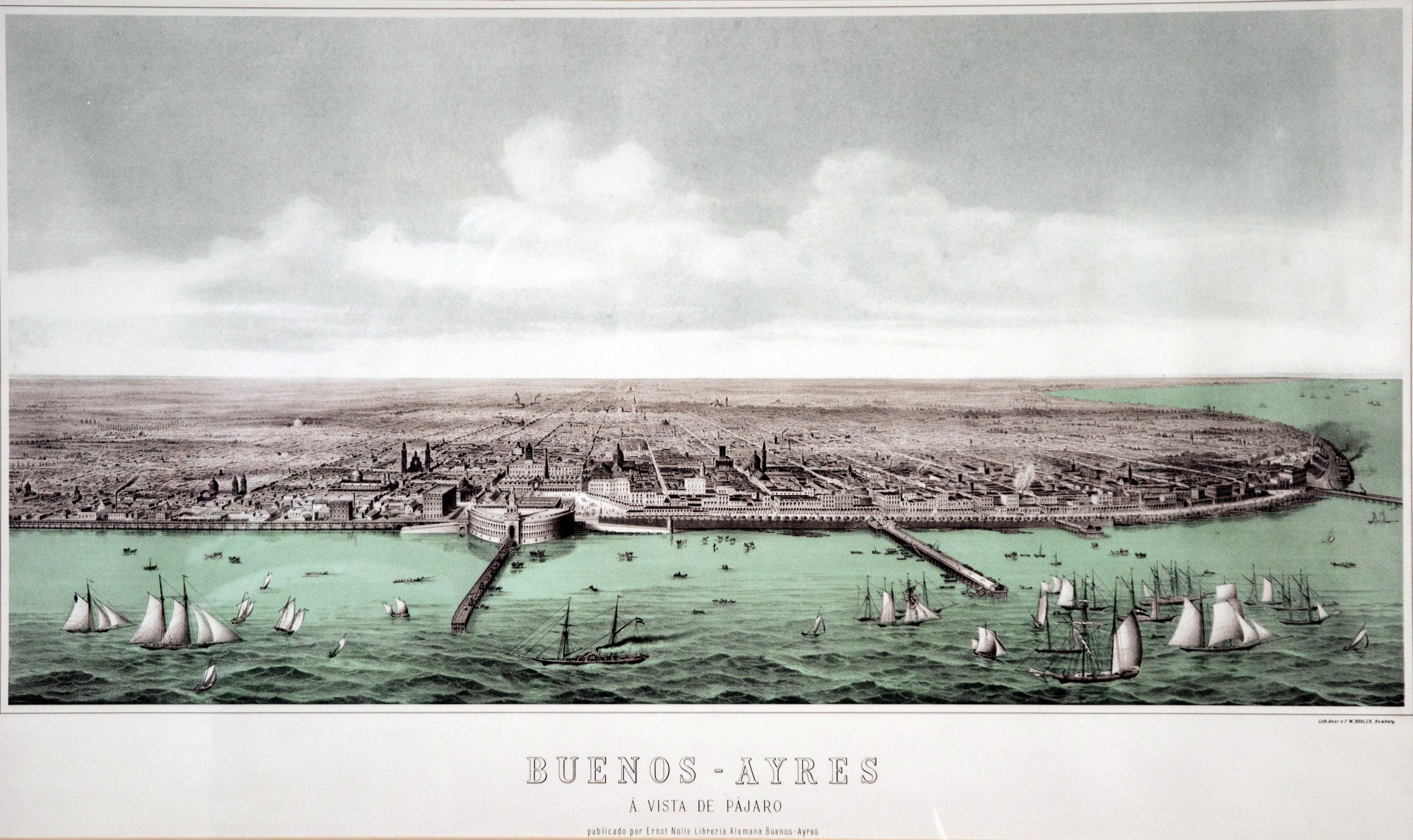
Buenos Aires a vista de pájaro, litografía de D. Dolin, circa 1865.

## Situación previa a la fundación
En los tiempos prehispánicos, el territorio de la futura ciudad era parte de la llanura pampeana, con pequeños bosques en galería sobre el Río de la Plata y cubierta de pastizales alejándose del río. Se destacaban algunos cursos de agua, los arroyos Medrano y Maldonado entre otros, que formaban pequeñas hondonadas. La población indígena se dedicaba a la caza de venados y ñandúes.
Los pueblos originarios pertenecían a la etnia querandí, cuyo territorio llegaba hasta el río Samborombón y hasta el norte del río Salado. En orilla oriental del Río de la Plata en lo que hoy es Uruguay, se ubicaban los charrúas, que cazaban en las llanuras herbosas. Los pueblos no conocían la navegación, y por lo tanto no se conocían entre ellos.
Se han encontrado restos de un pequeño asentamiento perteneciente a estas tribus en Villa Riachuelo. Eran cazadores y recolectores. Sin embargo, se hallaron restos de lo que parecían ser vasijas, por lo que tenían conocimientos de la alfarería, probablemente aprendida de los guaraníes.
Previo al laberinto de la ciudad se encontraba el laberinto de ríos, arroyos y canales del delta del Paraná, que con el correr del tiempo iba formando nuevas islas y otras se desintegraban. En esta geografía se encontraban los guaraníes, que se dedicaban a la pesca. Paraná significa «pariente del mar» en idioma guaraní.
Según Jorge Luis Borges, Buenos Aires no contó como otras ciudades del Nuevo Mundo con una identidad indígena sino que debió imponer su propio entorno y los que «humanizaron» el espacio fueron los ganados de origen europeo, no los hombres.

## Primera fundación

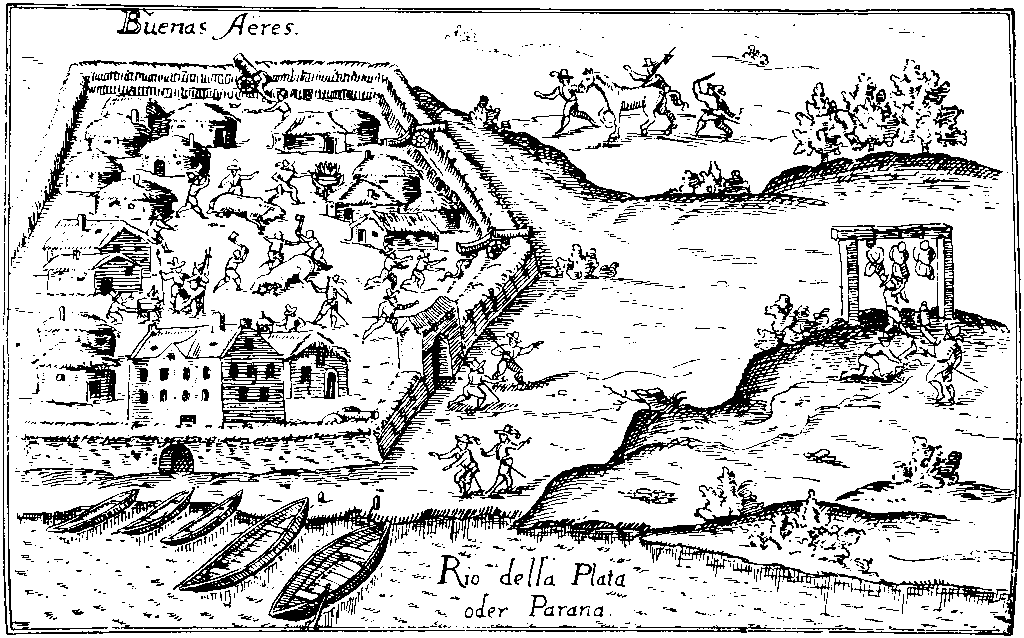
Dibujo de Buenos Aires, poco después de su fundación.

### Antecedentes
La primera expedición europea que llegó al Río de la Plata fue la de Juan Díaz de Solís en enero en 1516, que desembarcó en las costas uruguayas. Luego de esta instalación, Solís es atacado y muerto por indios de la zona. Según algunos cronistas fue devorado por antropófagos, presumiblemente guaraníes chandules.
Sobrevivió al ataque el grumete Francisco del Puerto, quien fue tomado como prisionero. La tripulación de Solís que aguardaba en la flota en mar abierto intentó regresar a España cuando se enteraron de la masacre, pero naufragaron en el golfo de Santa Catalina (actual costa de Brasil), lugar donde eran frecuentes las tempestades.
Antes que Solís arribaron Vicente Yáñez Pinzón y Américo Vespucio, y el propio Solís hizo un arribo previo a esta zona en 1512 dándole el nombre de Mar Dulce a la zona creyendo que comunicaba con el océano Pacífico, que en 1513 había descubierto Balboa.
En 1520 la flota de Hernando de Magallanes costea el litoral de la actual provincia de Buenos Aires y la costa patagónica hasta descubrir el estrecho de Todos los Santos el 21 de octubre de 1520. 
En junio de 1527, el marino Sebastián Caboto se interna en el Río Paraná y funda el Fuerte Sancti Spiritus en la intersección de los ríos Coronda y Carcarañá. Una expedición organizada por la efímera Casa de la Especiería de La Coruña, encabezada por el marino Diego García de Moguer, había partido desde España al mismo tiempo. En Sancti Spiritus se encuentra con Caboto y se une a él. Las desavenencias entre ambos y la falta de un mayor apoyo por parte de la Corona española, hace que regresen por separado a España en 1530.
En su regresa a España llevan consigo la leyenda de "La sierra de Plata y las tierras del Rey Blanco". Esta leyenda fue la que indujo a Carlos I a financiar la expedición ultramarina de Pedro de Mendoza en 1536.
El origen de la leyenda se atribuye a los sobrevivientes del naufragio de Solís, que habían sido recibidos por los guaraníes estableciéndose en Los Patos, actual costa de Santa Catalina, Brasil. Entre ellos estaba  Alejo García.
Permanecieron en ese lugar durante varios años, aprendiendo la lengua y las costumbres locales. Además escuchaban las profecías milenaristas de los guaraníes, que hablaban de la existencia de una Tierra sin Mal, que los pobladores debían alcanzar para librarse de la muerte y de otro tipo de sufrimiento. El camino llevaba a los límites del imperio Inca, que los españoles al mando de Francisco Pizarro recién descubrirían en 1532. Las diversas leyendas y rumores convergían, y se hablaba del "Reino del Rey Blanco" y de la codiciada Sierra de la Plata (identificada posteriormente con el Cerro Rico de Potosí). 
Alejo García con el deseo de descubrir esa comarca reclutó un ejército de indios y los condujo más allá del río Paraguay, pasando al Chaco en dirección a los límites del imperio Inca. Encontraron algunos objetos de oro y plata. Al regresar, muere García en una escaramuza. Los sobrevivientes llegan a la costa de Santa Catalina, donde encontraron a los compañeros de García, a quienes les narraron los descubrimientos y le mostraron el botín.
Al oír las aventuras de Alejo García, según algunos cronistas, Caboto cambia su destino y decide dirigirse a las tierras del oro y la plata. Ingresa al Río de Solís o de la Plata en el cabo de Santa María (actualmente Punta del Este). En las cercanías de la isla San Gabriel los encuentra Francisco del Puerto (sobreviviente de la expedición de Solís), quien se ofrece a conducirlos a las tierras de las riquezas, convertido en un conocedor de las costumbres y lenguas autóctonas. Sobre la base de estas informaciones Caboto decide la ubicación del Fuerte Sancti Spiritus (actual Provincia de Santa Fe).

### Don Pedro de Mendoza
Pedro de Mendoza fue nombrado el 22 de agosto de 1534 Primer Adelantado, gobernador y Capitán General, por decreto del rey Carlos I de España. Mendoza había ocupado cargos en la corte real de Carlos I y participó en varias campañas militares en Italia y Alemania, siendo parte del saqueo (Saco de Roma) el 6 de mayo de 1527. Pese a sufrir «mal de Nápoles», partió el 24 de agosto de 1535 desde Sanlúcar de Barrameda, con el encargo de fundar al menos cuatro ciudades, lo que no pudo cumplir. Su expedición estaba integrada por más de mil doscientos hombres trasladados por catorce navíos, además de caballos que al reproducirse (después de la destrucción del asentamiento) formarían manadas salvajes.
Los hombres fueron fáciles de reclutar puesto que Hernando Pizarro había exhibido en Sevilla el oro de los incas que trajo del Perú, y además Carlos V autorizó a trasladar doscientos esclavos provenientes de la isla de Cabo Verde o de la costa de Guinea para poblar la región. Los conquistadores Hernando de Jerez y Juan Núñez recibieron idéntica autorización. En total había 2500 españoles y 150 extranjeros –portugueses, alemanes, flamencos y holandeses- que se embarcaron en un navío arrendado por Sebastián Neithard y Jacobo Welser, este último miembro de una familia de banqueros de Augsburgo. 
Entre los viajeros había una veintena de nobles con título, dos o tres caballeros de una orden militar y algunos capitanes de los tercios de Italia, hijos de familias nobles, y algunas mujeres: María Dávila, amante de Mendoza, Catalina Pérez, que se embarcó en Tenerife, en las Islas Canarias, Elvira Pineda, Mari Sánchez y Catalina Vadillo. Además de catorce monjes -jerónimos y religiosos de la orden de la Merced-, un médico, Hernando de Zamora -hermano de Teresa de Ávila-, y Rodrigo de Cepeda, que perdería la vida poco después en el Paraguay. Esta cifra de pasajeros no está confirmada por todos los historiadores; unos hablan de 1500 pasajeros y que una cierta cantidad de nobles acompañaron a Mendoza: 20 hidalgos, 4 alemanes, 4 ingleses, 5 franceses, 4 italianos y 33 portugueses.
Comandada por Mendoza, la flota alcanza el Río de la Plata en la Epifanía de 1536 y decide desembarcar en la orilla meridional, donde realiza la primera fundación de lo que Mendoza llamó Puerto de Nuestra Señora Santa María del Buen Aire, lo cual ocurrió el 2 de febrero de 1536 (o 3 de febrero según otros historiadores) en el borde del río (denominado Riachuelo), y según algunos historiadores su función no era la de convertirse en ciudad, sino que el fuerte fue instalado por motivos estratégicos, para ser utilizado en la defensa de la zona. El fuerte estaba construido en forma precaria, rodeado por un muro de tierra de 150 varas por lado y casi dos metros de alto, y una fosa con una empalizada. En el fuerte había varios ranchos construidos de barro y paja, utilizados como viviendas, y cinco iglesias. La zona estaba habitada originariamente por aborígenes pampas conocidos como querandíes.
Durante quince días la expedición fue provista de alimentos por los querandíes, pero al decimoquinto día dejaron de llevarle provisiones. Cuando Mendoza envió un contingente para reclamar los alimentos fueron atacados por los indígenas en pie de guerra. Mendoza respondió violentamente con trescientos mercenarios lansquenetes y treinta jinetes que cayeron sobre los querandíes; estos arrojaron sobre los españoles una lluvia de flechas y lanzaron piedras atadas con cuerdas hechas con tripas que hicieron caer a los caballos (esta arma arrojadiza se incorporó a la cultura gauchesca con el nombre de «boleadoras»). La mitad de los hombres es diezmada y a esta zona se la empezó a conocer como La Matanza. Más precisamente ocurrió en la Laguna de Rocha, ubicada a 15Km de la actual Avenida General Paz de la Ciudad Autónoma de Buenos Aires y a 12Km del Aeropuerto Internacional de Ezeiza.
Con el paso del tiempo las enfermedades, los ataques indígenas, las peleas internas y la imposibilidad de obtener una cantidad considerable de víveres redujeron significativamente la población. En mayo de 1536, o abril de 1537, según otros autores, Mendoza envió a Juan de Ayolas hacia el norte, bordeando las costas del río Paraná, con la misión de obtener víveres de los indios timbúes. 
Por su parte, los indígenas buscaron la forma de echar a los extranjeros. Cuatro tribus indias rodearon el campamento e incendiaron los techos de las casas. Únicamente se salvó la de Pedro de Mendoza porque estaba hecha de tejas; además quemaron cuatro barcos que fondeaban en las cercanías. La población se defendió a los cañonazos, los que hicieron retroceder a los indios, pero el fuerte debió ser abandonado y la gente se refugió en las naves. Isabel de Guevara escribió una carta explicando la situación, describiendo como se ocupaba de los hombres cansados, curándoles las heridas, lavando la ropa, cocinando como se podía, turnándose las mujeres como centinelas, armando las ballestas y exhortando a los soldados a recorrer el campo.
Ante el fracaso y la muerte de su propio hermano por los indios, Pedro de Mendoza decide regresar a España, además del agravamiento de la sífilis que sufría. Delega el mando, por escrito y ante testigos, a su hombre de mayor confianza, Juan de Ayolas, sin saber que Ayolas ha desaparecido en la zona del Gran Chaco y que se lo da por muerto. Finalmente, Pedro de Mendoza muere en alta mar en el viaje de regreso a España en abril de 1537 llevando todos sus bienes consigo.
La noticia del fallecimiento del adelantado la da el conquistador Gonzalo de Mendoza, que arriba con tres naves con marinos y náufragos que permanecían en Santa Catalina. Algunos dominaban el guaraní y eran acompañados por indios con sus mujeres e hijos. Al conocerse la noticia de la desaparición de Pedro de Mendoza se abre una crisis por la sucesión del mismo. Domingo Martínez de Irala, en Asunción, sostiene que Ayolas (desaparecido en la selva del Gran Chaco) le dejó el mando. Francisco Ruiz Galán, por su parte, queda en Buenos Aires, nombrado de modo provisional por el propio Pedro de Mendoza. En Buenos Aires trata de mantener el orden donde reina el hambre y la desesperación, tal es así que algunos cronistas le atribuyen ordenar cortarle la oreja a un hombre sorprendido por robar una planta de lechuga. Los numerosos pumas obligaban a los conquistadores (al hacer sus necesidades fuera de la empalizada) a ser acompañados por hombres armados.
El cronista Ruy Díaz de Guzmán relató la vida de las primeras generaciones de los conquistadores del Río de la Plata: "Todo sirve de alimento: sapos, culebras, carroña y la misma carne humana. Dos personas a escondidas recortan jirones de carne de un colgado a quien ejecutaron por robar un caballo y se los comen". Este hecho sirvió de inspiración para que Luis Miranda de Villafañe escribiera un poema comparando la tierra del Río de la Plata con la de una viuda que asesina a sus maridos españoles y necesita un esposo fuerte y animoso.

Las cosas que allí se vieron, no se han visto en escritura: comer la propia asadura de un hermano Oh! juicio soberano

A finales de 1538 llegó a la zona del Río de la Plata el veedor real Alonso de Cabrera, quien portaba la Real Cédula que designaba al sucesor de Pedro de Mendoza, Juan de Ayolas, quien había muerto durante la expedición. Al dirigirse a Asunción Cabrera designó, en lugar del fallecido Ayolas, a Domingo Martínez de Irala, quien ordenó el abandono y destrucción del fuerte de Buenos Aires: "Por cuanto yo, Domingo Martínez de Irala, teniente de gobernador por el muy magnífico señor Juan de Ayolas, gobernador y capitán general de estas provincias del Río de la Plata, por suma he determinado de llevar la gente que estaba en el puerto de Buenos Aires para la juntar con la que está arriba, en el Paraguay...”. Los habitantes del fuerte finalmente fueron trasladados a Asunción en 1541.

### Sitio de la primera fundación
El sitio de la primera fundación es discutido: muchos, guiándose en lo escrito por don Pedro de Mendoza, han supuesto que el primer asiento fue en lo que es el actual barrio de La Boca. Esta teoría fue defendida por Paul Groussac, mientras que otros como Guillermo Furlong han llegado a suponer que el primer asentamiento fue en el actual barrio de Parque Patricios. Mucho más cierto parece ser lo opinado por Juan José Nágera: la primera fundación de Buenos Aires se habría realizado en "Las Puntas de Buenos Aires", esto es en el altozano donde actualmente se encuentra el Parque Lezama, estando delimitada la primera ciudad al norte y oeste por el arroyo de Granados (o Tercero del Sur), y al este por un antiguo brazo del Riachuelo (Riachuelo de los Navíos), que se encontraba separado del Río de la Plata por una baja y anegadiza isla llamada "de los Pozos". Ese brazo del Riachuelo (con su antigua boca) quedó cegado en el siglo XVIII.
Sin embargo, no se han encontrado relictos que constaten fehacientemente la ubicación de la primera ciudad de Buenos Aires. Tal curiosidad se explica por lo endeble y perecedero de los materiales con que fue edificada; los europeos al abandonarla llevaron consigo todo lo que les fue dable, y los aborígenes (het y chanás) tomaron como botín o destruyeron lo remanente. Que algunos aborígenes tomaran elementos de la primera fundación explica la hipótesis dada por Federico Kirbus en la década de 1970: según su opinión el primer solar de la ciudad fue en las cercanías de la actual ciudad de Belén de Escobar, más exactamente en el paraje actualmente llamado El Cazador. Kirbus afirma esto porque en tal lugar se encontraron balas de arcabuz y cerámicas europeas con dataciones correspondientes a inicios del siglo XVI.

## Segunda fundación y desarrollo durante la época virreinal

### Segunda fundación

El Imperio Español en tiempos de la segunda fundación de Buenos Aires en 1580 y de su cabildo, bajo el reinado de Felipe II, distinguiendo el ámbito de cada Consejo territorial en el sistema polisinodial del Imperio Español
Territorios adscritos al Consejo de Indias

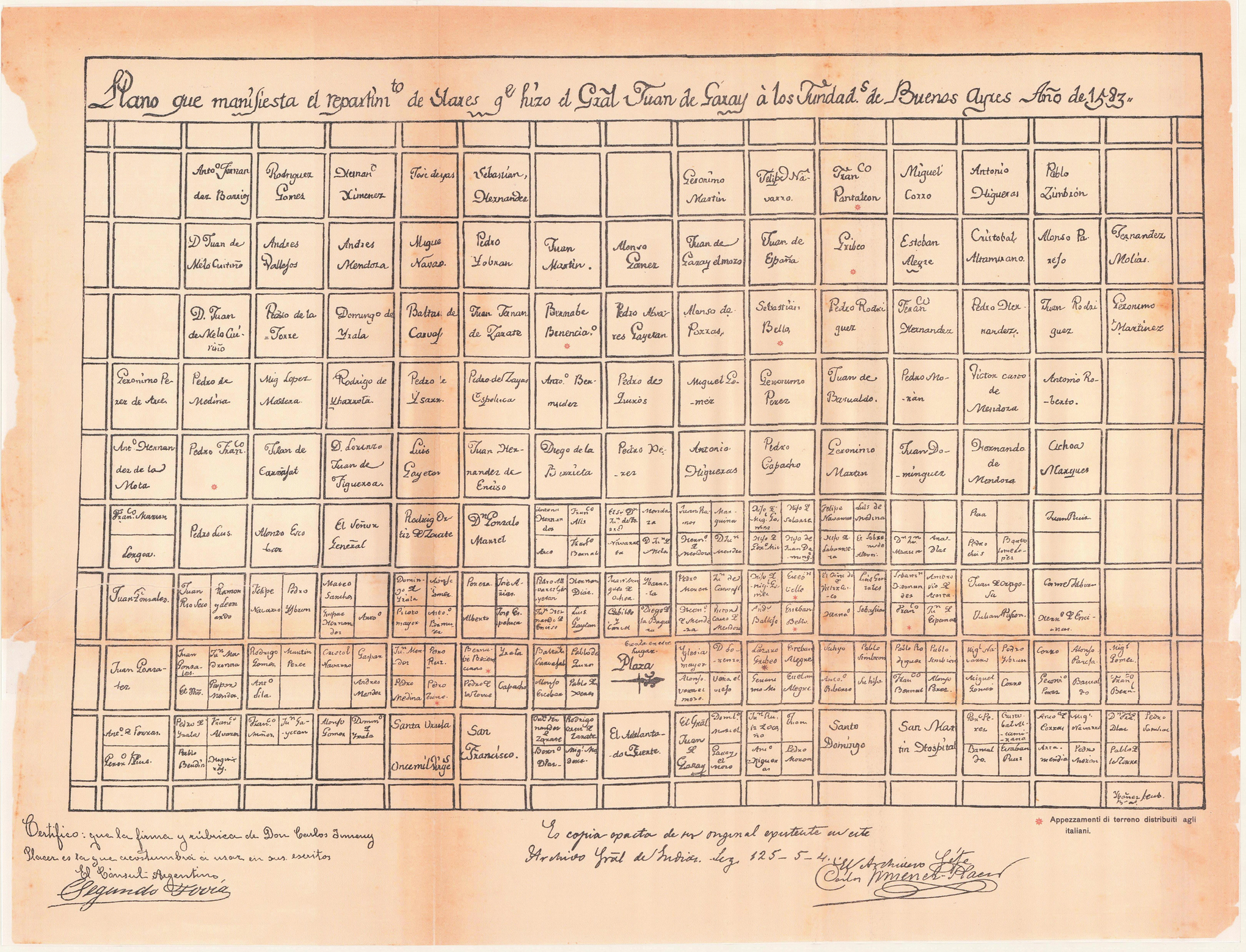
Parcelamiento de Buenos Aires, realizado por Garay según las Leyes de Indias. (1580)

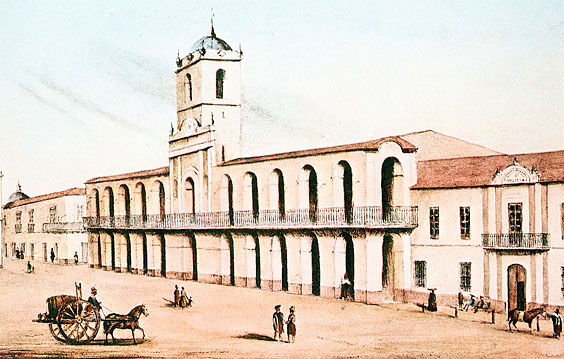
el Cabildo de Buenos Aires fue una institución fundada 1580 y que funcionó hasta 1821, cuando fue reemplazada en sus funciones por la Junta de Representantes de Buenos Aires.

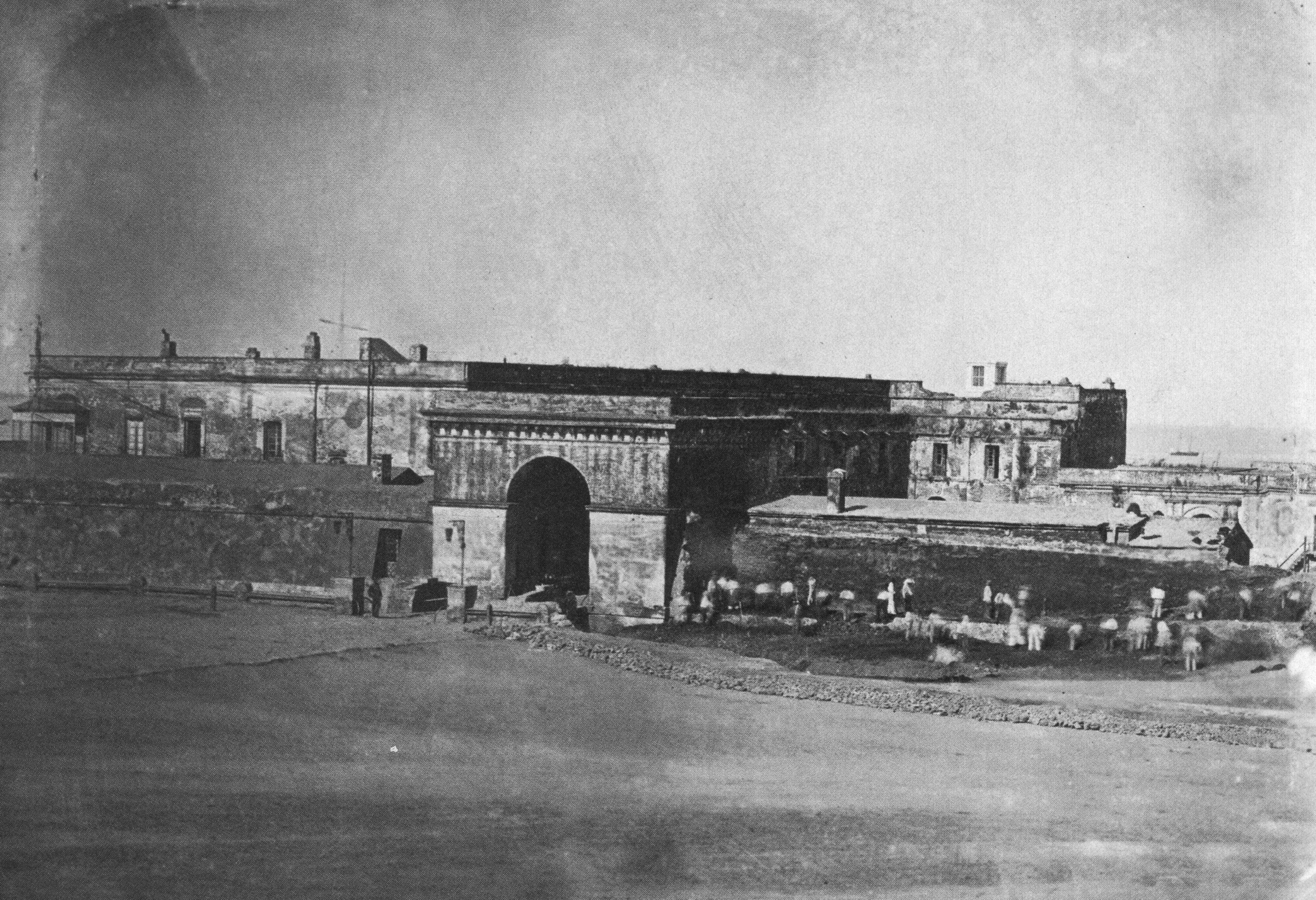
Fuerte de Buenos Aires, ubicado donde actualmente se encuentra la Casa Rosada.

La Corona española precisaba una salida protegida hacia el océano Atlántico, por lo que necesitaban repoblar Buenos Aires. El motivo de esta fundación queda explicado por las palabras de Juan de Matienzo, oidor de la Audiencia de Charcas, quien en 1566 mencionó la necesidad de abrir una puerta a la tierra, es decir, darle una salida al océano Atlántico a todo el territorio que existía desde Potosí hacia el sur.
La tarea fue encomendada a Juan de Garay, que partió desde Asunción comandando una expedición de cien hombres, sesenta y tres de ellos futuros pobladores que fueron favorecidos con la entrega de tierras dentro y fuera de la ciudad y hoy inmortalizados en el nombre de algunas de sus calles (Franco, Escobar, Vallejos, Pareja o Griveo).
Del antiguo fuerte no quedaban rastros, por lo que el 11 de junio de 1580 Juan de Garay estableció la Ciudad de La Santísima Trinidad y Puerto de Santa María del Buen Ayre, con el reparto de tierras entre él, su esposa y sus 63 acompañantes mencionados más arriba, a los que también asignó familias guaraníes, en un sitio presumiblemente cercano al de Mendoza. En esta ocasión los nativos querandíes, comandados por Tububá, fueron diezmados hasta exterminar su cultura.
La zona contaba con importantes defensas naturales, las aguas poco profundas hacia el estuario del Río de la Plata no permitían la llegada directa de naves enemigas, mientras que las barrancas que bordean el territorio entre el Riachuelo y el Arroyo Maldonado permitían controlar a quienes se acercaban por el río. A pesar de esto, la ciudad permanecía constantemente en alerta durante los primeros años de su formación, ya que los piratas ingleses y flamencos solían navegar la zona. A principios del siglo XVII la ciudad estaba constituida por el fuerte, tres conventos y varias casas de barro y paja, y existía un régimen disciplinario estricto por el cual los habitantes estaban obligados a tener armas y nadie podía ausentarse sin permiso del gobernador.
El nuevo poblado estaba constituido por 250 manzanas rectangulares con la típica distribución en damero tal cual aún se puede apreciar en el casco y núcleo histórico de la ciudad, cubriendo la superficie delimitada por las actuales calles Balcarce - 25 de Mayo hasta la Av. Independencia, y por las calles Salta - Libertad hasta la Avenida Córdoba. También se consideran como límites el Zanjón de Granados al sur, que desembocaba por la actual calle Chile; la orilla del Río de la Plata al este; las actuales calles Salta y Libertad al oeste; y el Zanjón de Matorras hacia el norte, que desaguaba en el río por donde corre la calle Viamonte y el pasaje Tres Sargentos. Cada manzana medía 140 varas de lado, y si bien muchas eran urbanas, el resto estaba destinado a la instalación de «chácaras» o «chacras».
Al momento de la fundación de la nueva ciudad, Garay instituyó el Cabildo de Buenos Aires, institución que inicialmente fue un cabildo colonial. También en el edificio del Cabildo de Buenos Aires funcionó la Real Audiencia de Buenos Aires y la Cárcel de Buenos Aires desde 1608.

### Buenos Aires, capital de Gobernación
Originariamente, Buenos Aires era la capital de una gobernación que dependía del Virreinato del Perú. Durante unos dos siglos los porteños sufrirían todo tipo de necesidades: el poblado estaba alejado de todo centro comercial importante, no existían ninguno de los elementos necesarios para sobrevivir dignamente y no podían fabricarlos en la ciudad. España privilegiaba los puertos sobre el Pacífico y por lo tanto marginaba a Buenos Aires, que solo recibía dos navíos de registro por año, y hubo lustros en los que no llegó ninguno. Esto llevó a que los habitantes (apenas unos 500 en 1602) buscaran burlar la ley y vivir del contrabando, que venía fundamentalmente desde Brasil.
La importancia de la ciudad aumentó por su situación geográfica, superior a la de la ciudad de Lima, ya que servía como muelle natural de la región, y cuando los conceptos internacionales de riqueza dejaron de regirse exclusivamente por las piedras preciosas y se valorizaron más otros productos como el cuero, muy demandado en la época. En efecto, el contrabando era pagado con la única fuente de riqueza que existió hasta principios del siglo XVII, que era la venta del cuero que se obtenía de la matanza de rebaños (vaquerías) de bovinos sin dueños que vagaban por los campos. El resto, carne, sebo, etcétera, se tiraba. A mediados del siglo XVII la población de la ciudad llegaba a unos 3000 habitantes.
En 1680 los portugueses, separados hacía poco de España, llegaron con una expedición a Colonia del Sacramento, en la costa opuesta del Río de La Plata, pretendiendo establecerse en ese territorio, hasta entonces de aquel país. El gobernador de Buenos Aires, José de Garro, después de enviar un ultimátum, rechazado por los portugueses, para que se retiraran, reunió a los habitantes y con su apoyo organizó un ataque, ayudado por los aborígenes guaraníes y tres mil hombres venidos de las ciudades más cercanas. El resultado fue una contundente victoria, que le permitió a Buenos Aires adquirir un mayor prestigio. El 5 de octubre de 1716 el rey de España le confirió a la ciudad el título de muy noble y muy leal.
La industria del cuero fue progresando, y hacia mediados del siglo XVIII existía una industria local importante. Por otra parte, dado que en Buenos Aires solo se podía progresar por lo que uno era o tenía, el valor social no lo daban los apellidos o la cercanía con la aristocracia, sino por el éxito que uno hubiera logrado por mérito propio. Esto la diferenciaba del modo de ser de otras ciudades vecinas.

### Organización de la ciudad en la época virreinal
La ciudad se organizó según el modelo utilizado en muchas de las ciudades establecidas en el nuevo continente: un trazado en damero alrededor de una plaza mayor. Garay trazó desde la Plaza Mayor, sede de los poderes administrativos, las calles que delimitarían la ciudad, reservándose la manzana que actualmente ocupa el Banco de la Nación Argentina. Se adjudicó al Cabildo de Buenos Aires la manzana que hoy ocupa, aunque su extensión era mayor antes de la apertura de la Avenida de Mayo y de la Diagonal Sur; y a la Catedral, la media manzana que ocupa actualmente.
En el sector este de la Plaza se instaló desde principios del siglo XVII el Fuerte de la ciudad. Su construcción finalizó en la década de 1720, y estaba amurallado con piedras y rodeado por un foso. Solo se accedía a él por la Plaza Mayor, mediante un puente levadizo que se encontraba donde hoy está construido el arco central de la Casa Rosada.
A partir del siglo XVIII la ciudad comenzó a desarrollarse hacia el sur, ya que a través del puerto del Riachuelo se introducían mercaderías tanto de forma legal como de contrabando. En 1769 se crearon las primeras parroquias: Catedral, San Nicolás, El Socorro, Montserrat, La Piedad y La Concepción. La construcción de iglesias fue muy importante en el desarrollo de la ciudad, ya que alrededor de ellas se comenzaron a formar los primeros barrios. Hacia el norte del fuerte, bordeando el río, existía un lugar de esparcimiento público llamado Paseo de la Alameda. El lugar existió hasta que fue necesario rellenar el río para la ejecución de obras portuarias, convirtiéndose en el siglo XIX en el Paseo de Julio.

### Buenos Aires, capital del Virreinato del Río de la Plata
Debido al contrabando existente en la región, sumado al peligro que representaban Portugal e Inglaterra, en 1776 fue creado el Virreinato del Río de La Plata, y Buenos Aires fue establecida como su capital, por ser el lugar por el que tenía más fácil acceso España desde el Atlántico. Desde su segunda fundación y hasta 1776 la ciudad tuvo un bajo desarrollo, pero esto cambió cuando aumentó su jerarquía administrativa y el tráfico comercial. La ciudad fue beneficiada por la Corona española con un tipo de comercio más abierto, flexible y liberal, dado por el Reglamento de Libre Comercio. Podía introducir mercaderías de cualquier región, y conectarse con otros puertos, sin pedir permiso a las autoridades reales. De esta manera cortó con su dependencia política y comercial de Lima.
La ciudad se convirtió en el principal proveedor de productos importados en el interior del país, y aumentaron las exportaciones de productos ganaderos de la región pampeana hacia España. Esto produjo una mejora en la situación económica, por lo que se realizaron diferentes inversiones: se instaló el primer alumbrado público, se empedraron algunas de sus calles y se sustituyeron algunos viejos templos construidos con barro y paja.
La ciudad vivió un exponencial progreso entre 1780 y 1800, recibiendo además una fuerte inmigración, fundamentalmente de españoles, y en menor medida de franceses e italianos; y se pobló fundamentalmente de comerciantes y unos cuantos estancieros. Tenía, en comparación con las demás ciudades vecinas, pocos prejuicios aristocráticos o de castas. La prosperidad también favoreció la llegada de las ideas liberales desde Europa, lo que aumentó su desarrollo cultural y produjo la creación de movimientos emancipadores.

### Invasiones sufridas en la época virreinal
Desde su fundación y hasta 1807 la ciudad sufrió varias invasiones, algunas de mayor relevancia que otras: en 1582, sufre el primer intento de invasión. Edward Fontain, corsario inglés, intentó un desembarco en la isla Martín García, pero fue rechazado. En 1587, el inglés Tom Candish intentó apoderarse de la ciudad, pero en vista del peligro, las familias se internaron hacia el interior de la planicie que delimitaba la ciudad hacia el poniente y Candish decidió retirarse. En 1658 se produce el tercer intento de invasión. Esta vez de parte del francés Timoteo de Osmat, por orden de Luis XIV, rey de Francia, pero el Maestro de campo, don Pedro de Baigorri Ruiz, a la sazón gobernador de Buenos Aires, logra defender con éxito el puerto. El cuarto intento de invasión estuvo a cargo del aventurero Mr. de Pintis, pero el vecindario que se unió para defenderse lo rechazó. En 1699 se produce la quinta invasión, esta vez a cargo de una banda de piratas daneses. Esta invasión también fue rápidamente rechazada. Durante el gobierno de Bruno Mauricio de Zabala se produce la sexta invasión. El capitán francés Esteban Moreau, después de amenazar Montevideo, desembarca en Castillos, donde las tropas bonaerenses lo rechazan. Moreau muere en el intento.
En 1806 comenzó lo que se conoce con el nombre de Invasiones Inglesas, en el marco de la guerra anglo-española de 1804 a 1809 -undécima guerra entre las dos coronas-, y esta a su vez dentro de las Guerras Napoleónicas. Desde los inicios de la Conquista de América, Inglaterra se había interesado en las riquezas de la región y España estaba en un principio aliada a Francia, y por lo tanto era su enemigo. El 27 de junio de 1806 el mayor general inglés William Carr Beresford se apoderó de Buenos Aires, casi sin resistencia, pues no existía en ese momento un ejército fuerte y organizado. Tomó el gobierno, pero fue derrotado el 12 de agosto del mismo año por un ejército proveniente de Montevideo comandado por el francés Santiago de Liniers.
En 1807, una segunda expedición inglesa, al mando de John Whitelocke, tomó la plaza fuerte de Montevideo y permaneció en este enclave por varios meses. El 5 de julio de 1807, Whitelocke intentó ocupar Buenos Aires, pero sus habitantes y las milicias urbanas, ahora organizadas —y una vez más con ayuda de Liniers—, derrotaron a los ingleses.

## De la Revolución de Mayo a la federalización de la ciudad

### De la Revolución de Mayo al gobierno de Martín Rodríguez (1810-1824)

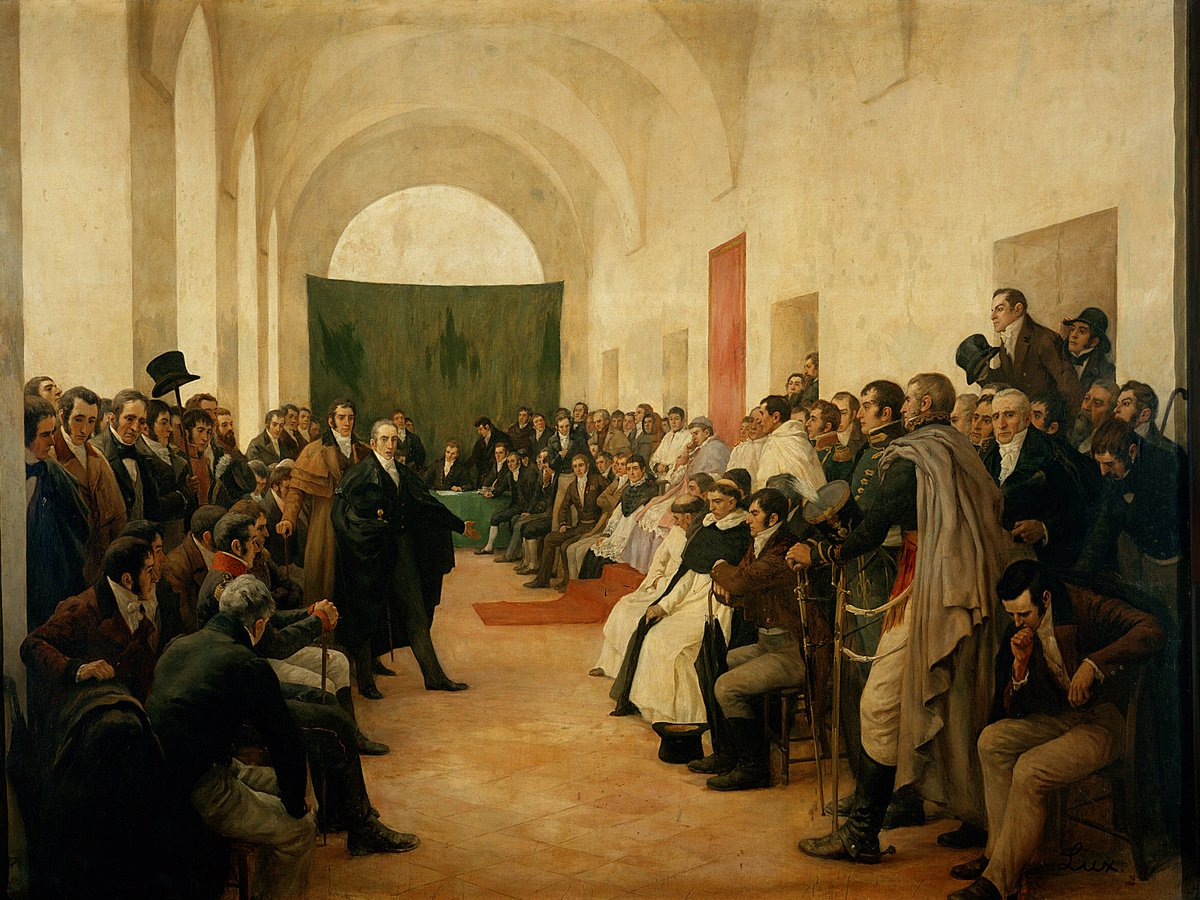
El 22 de mayo de 1810 tuvo lugar el Cabildo abierto, uno de los momentos más importantes de la Revolución de Mayo. Pintura hecha por Pedro Subercaseaux en 1910.

La resistencia del pueblo y su participación activa en la defensa y la reconquista aumentó el poder y la popularidad de los líderes criollos e incrementó la influencia y el fervor de los grupos independentistas. Buenos Aires ganó en poder militar (conformado principalmente por criollos) y prestigio moral. Paralelamente, quedó en evidencia la incapacidad de la metrópoli de defender a sus posesiones de ultramar en el contexto de los conflictos internacionales de la época. Todo esto, y la llegada de ideas liberales y fundamentalmente la ocupación de España por el ejército napoleónico, permitió la creación de movimientos emancipadores, que desataron en 1810 la Revolución de Mayo y la creación del primer gobierno patrio.
Como consecuencia de esto se produjo el desplazamiento del poder de los españoles por parte de los criollos. La ciudad, de unos 40.000 habitantes, se transformó en un importante puerto consumidor de productos manufacturados que provenían principalmente de Gran Bretaña y se produjo el desmembramiento del Virreinato del Río de la Plata. Buenos Aires se constituyó en un primer momento en centro hegemónico, pero debió imponerse a las oligarquías provinciales, que tenían sus propios proyectos económicos.
El gobierno que sucedió al virrey, la Primera Junta, consideró que tenía todos los poderes de aquel. Lo mismo entendieron todos los gobiernos que le sucedieron (Junta Grande, Primero y Segundo Triunvirato, y Directorios). La Primera Junta pretendió además designar a los gobernadores-intendentes, enviar ejércitos, etc. Y lo más importante: recaudar los derechos de aduana. Esto hizo que el resto del virreinato, sintiera que la revolución solo había sustituido el poder central del virrey por el de Buenos Aires, sin obtener ninguna ventaja. Así se produjeron desmembramientos, como el de la Banda Oriental, Paraguay, el Alto Perú, etc. El sentimiento federal creció, encarnándose fundamentalmente en José Gervasio Artigas.
En 1815 se produjo la primera rebeldía del interior contra el gobierno central al ser designado Carlos María de Alvear como Director Supremo. Este fue depuesto tres meses después, lo que obligó a insuflar un nuevo motivo de fervor por la Revolución. Así surgió la necesidad de declarar, en el Congreso de Tucumán de 1816, lo que ya era un hecho: la independencia del virreinato con respecto a España. Aquel congreso se trasladó luego a Buenos Aires, y elaboró la Constitución de 1819, que no funcionó y fue desechada por los federales. Al año siguiente las fuerzas federales derrotan al Directorio y se crea la Provincia de Buenos Aires, siendo su primer gobernador Manuel de Sarratea quien firma con los vencedores, comandados por López y Ramírez, el Tratado del Pilar. Luego de un período de inestabilidad, Martín Rodríguez es designado gobernador y sus ministros, entre los que se destaca Bernardino Rivadavia, inician un período de orden y reformas: se crea el Registro nacional, se funda la Administración de Vacuna y el Archivo General de Buenos Aires y se inaugura la Bolsa Mercantil. En el aspecto cultural se destaca la inauguración de la Universidad de Buenos Aires y se crea la Sociedad de Ciencias Físicas y Matemáticas.

### Ley de Reforma eclesiástica y Revolución de los Apostólicos
El 1 de julio de 1822, el ministro de la provincia de Buenos Aires Bernardino Rivadavia publicó una serie de decretos reformistas, que fueron completados seis meses más tarde por la ley de la Cámara de Representantes que dictó, el 21 de diciembre, la "Ley de Reforma General".
Estas resoluciones afectaban principalmente a las órdenes religiosas, cuyos miembros eran considerados más adeptos a la Santa Sede que los sacerdotes del clero secular.
Algunas medidas fueron:
- El Gobierno decretó el cierre de varios conventos, como los de los Bethlemitas, Recoletos y Mercedarios; al mismo tiempo se apoderó de todos los bienes que pertenecían a estas órdenes religiosas.
- El Gobierno incautó los bienes propios del santuario de Luján, de los de la Hermandad de Caridad, del Hospital de Santa Catalina y otros.
- El gobierno tomó sobre sí la responsabilidad de dar permisos para abandonar el estado religioso a quienes así lo deseaban.
- Se declararon suprimidos los diezmos, impuesto tradicional que servía para el sostenimiento del clero.
- No podría haber convento con más de 30 religiosos ni con menos de 16, bajo la pena de supresión y confiscación de bienes.
- Ningún religioso podría pronunciar sus votos de consagración perpetua antes de lo 25 años de edad.
- No se reconocería la existencia de ninguna autoridad religiosa que residiera fuera del país y pretendiera tener poder sobre el clero secular y regular[40]

Los despojos arbitrarios y unilaterales de la administración rivadaviana junto con el rol de la Iglesia Católica en la génesis de la nacionalidad argentina son causa de la reparación histórica que fundamenta el actual sostenimiento del culto católico en la Argentina, reglamentado por la Ley 21.540 sobre la "Asignación a determinados dignatarios pertenecientes al Culto Católico Apostólico Romano".
El 19 de marzo de 1823 estalló la "Revolución de los Apostólicos" en defensa de los bienes de la Iglesia católica en Argentina encabezada por Gregorio García de Tagle, una reacción bien organizada contra las «reformas» del ministro Rivadavia, en la que participaron ilustres ciudadanos como Domingo Achega, Mariano Benito Rolón, Ambrosio de Lezica (padre). Tuvo apoyo de muchos descontentos, además de frailes y curas.
El organizador militar fue Rufino Bauzá que logró reunir 150 hombres y atacó de madrugada el Fuerte, que casi logró ocupar; logró poner en libertad a los presos encerrados en el mismo. El mando pasó al coronel José María Urien, uno de los prisioneros librados, pero éste fracasó en tomar el gobierno. Las fuerzas gubernamentales dispersaron rápidamente a la manifestación, y la mayoría de los líderes fueron capturados, ejecutados o castigados con dureza.

### El congreso de 1824 y la presidencia de Rivadavia (1824-1829)

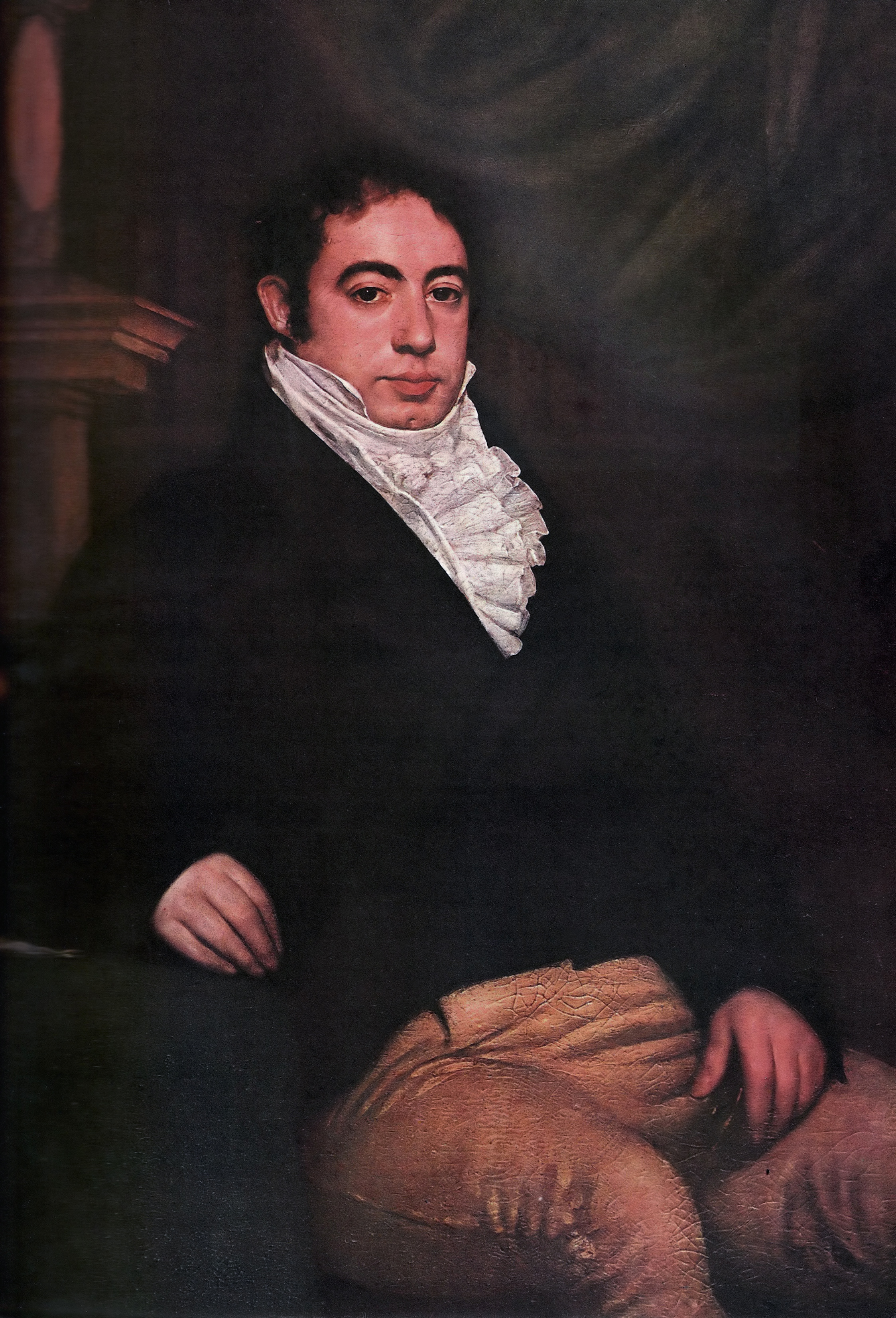
Bernardino Rivadavia.

A fines de 1824 se reunió un congreso para redactar una constitución nacional pero a los pocos meses estalló la Guerra del Brasil, lo que obligó a formar un ejército urgentemente, y se pensó que también se tenía que formar un Poder Ejecutivo Nacional para unificar el mando militar. De modo que, sin empezar siquiera a discutir una constitución que le diera marco legal al cargo, el 6 de febrero de 1826 se sancionó la ley de presidencia, creando un Poder Ejecutivo Nacional Permanente, con el título de «Presidente de las Provincias Unidas del Río de la Plata». Se nombró a Rivadavia como el primer presidente en febrero de 1826, lo que no fue bien recibido en las provincias.
Rivadavia presentó a ese congreso un proyecto de capitalización de Buenos Aires, la ciudad y gran parte de la campaña circundante se proclamaba capital del Estado. El federalismo porteño se opuso, en defensa de las instituciones de las provincias garantizadas por la ley fundamental, en especial el puerto y la aduana, principal fuente de recursos de la provincia. No obstante, la ley fue sancionada en 1826. El gobernador de la provincia de Buenos Aires, Las Heras cesó en su cargo por decreto del Poder Ejecutivo. La Junta de Representantes fue disuelta, y se nacionalizaron el ejército de la provincia, las tierras públicas, la aduana y todas las propiedades provinciales. Los hacendados, alarmados por las consecuencias que podía tener la capitalización, dejaron de apoyar a Rivadavia, y este quedó políticamente aislado. Tres meses luego la Constitución de 1826 se aprobó pero las provincias la rechazaron.
Mientras tanto, en 1825, desembarcó en la costa oriental la expedición libertadora de Juan Antonio Lavalleja y sus Treinta y Tres Orientales y luego de poner sitio a Montevideo reunieron un congreso que declaró que la Banda Oriental se reincorporaba a la Argentina. El Congreso Nacional aceptó la reincorporación pero Rivadavia decidió entonces deshacerse de la guerra con Brasil ya que un bloqueo naval impuesto por aquel afectaba el comercio, base de la recaudación de rentas del estado. Entonces, a pesar de la contundente victoria sobre Brasil, se firmó un tratado deshonroso que reconocía la soberanía del Imperio sobre la Banda Oriental y se comprometía a pagarle al enemigo una indemnización. Aunque ante las críticas Rivadavia rechazó el convenio igualmente sufrió el costo político del pacto, que se convertiría en una de las razones de su futura renuncia.
Rivadavia, además de ganarse la enemistad de las provincias del interior gracias a la Constitución de 1826 y a todas las medidas centralistas que tomó; se encontró con que la guerra con el Brasil había agotado los recursos. El régimen presidencial concluyó al renunciar Rivadavia y exiliarse en Inglaterra. El país regresó a su anterior situación, es decir, cada provincia se gobernaba por sus propias instituciones pero confiaban en Buenos Aires el manejo de las Relaciones Exteriores.
Durante lo que se conoció como la «época de Rivadavia» la ciencia y la cultura prosperaron de manera significativa en el país. Su impulso reformista dio a la vida intelectual una dinámica desconocida hasta entonces, creando un clima propicio que fructificó en diversos campos a través de la obra personal de muchos individuos. Su renuncia provocó el exilio de la mayor parte de los protagonistas comprometidos con el régimen caído, lo que empobrecería notoriamente el quehacer intelectual de tendencia europeizante, principalmente en Buenos Aires.

### Buenos Aires durante el gobierno de Rosas (1829-1852)

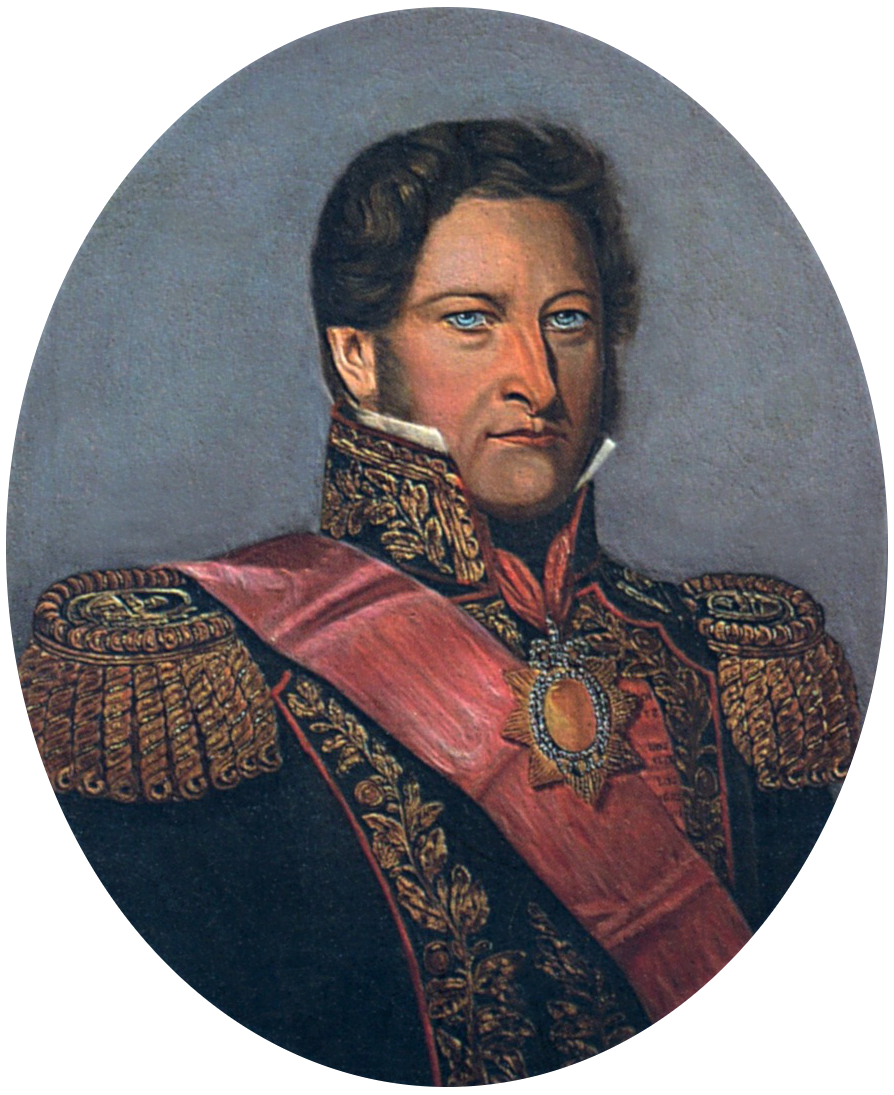
Gobernador Juan Manuel de Rosas.

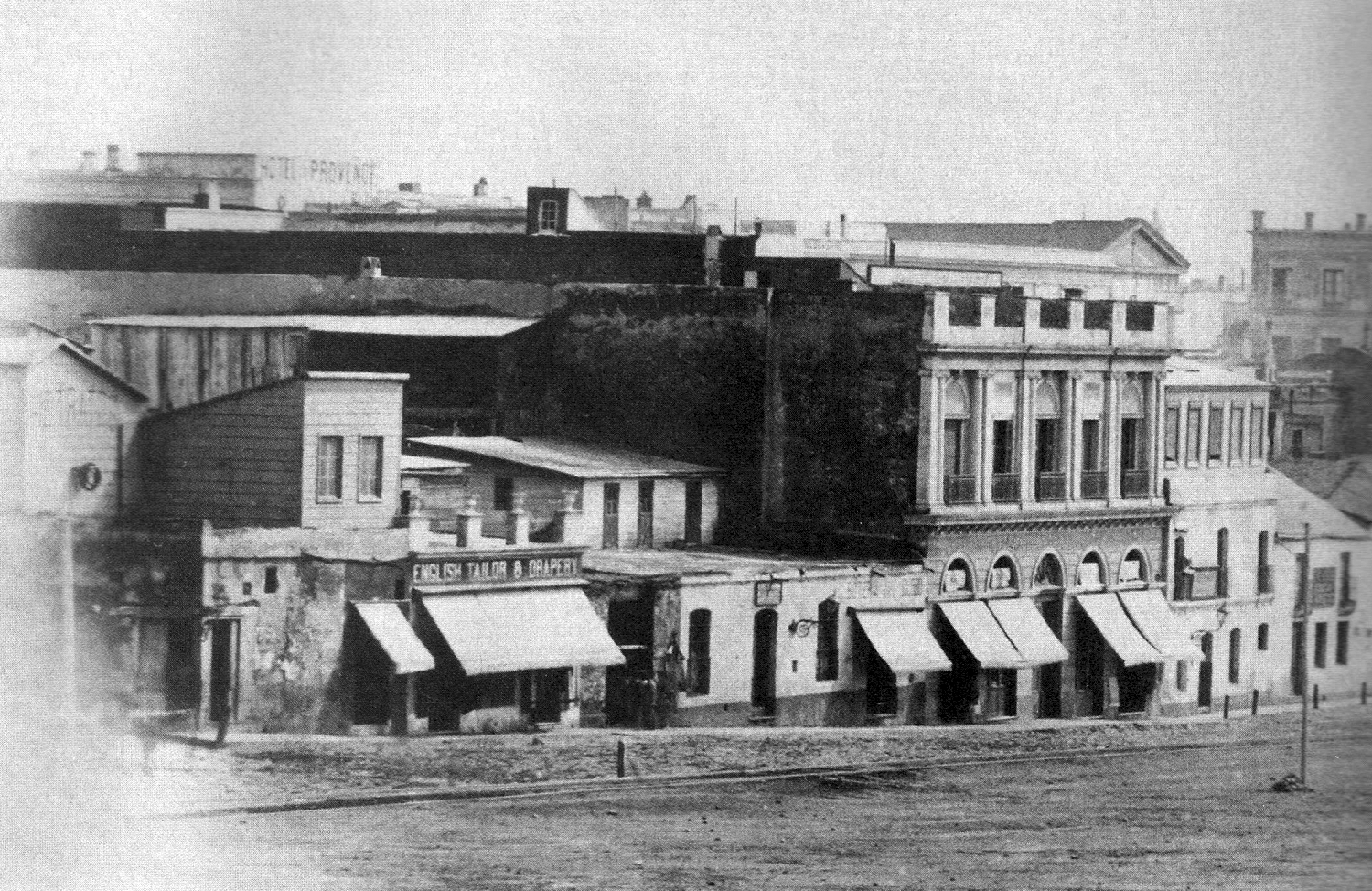
Benito Panunzi, Vista del Paseo de Julio, llamado Paseo de la Alameda hasta 1848.

De manera que se abrió un período de cuestionamiento a los supuestos que hasta entonces habían fundamentado las relaciones entre Buenos Aires y el resto del país. En 1829, Juan Manuel de Rosas llegó al poder después de derrotar al Partido Unitario. Luego de derrotar al ejército unitario en 1831, dejó el gobierno 1832 para volver en 1835, asegurándose la suma del poder público, encabezando una coalición formada por la mayor parte de la elite federal y tradicionalista de la ciudad.
Los rivadavianos y unitarios se vieron obligados a emigrar. El censo de 1836 realizado en la ciudad a pedido de Rosas indicaba que había 62.000 habitantes. En 1852 ya había 85.000 en 350 manzanas edificadas.
La participación vecinal en la política cambió completamente sus formas durante el gobierno de Juan Manuel de Rosas. La libertad de prensa desapareció y la oposición fue perseguida. Pero las clases medias y populares canalizaron su acción política —de apoyo al gobierno— en formas políticas más primitivas y de acción directa, en forma de manifestaciones y acciones violentas contra los opositores. El gobierno de la ciudad fue ejercido personalmente por Rosas, asesorado —más que controlado— por la Sala de Representantes provincial.
Rosas dictó una Ley de Aduanas que gravaba con altos aranceles la mercadería importada. Esta ley favorecía a las provincias, al proteger sus industrias; pero especialmente a Buenos Aires, ya que le aumentó significativamente sus ingresos aduaneros.
En esta época la ciudad resistió airosamente dos bloqueos navales: el Bloqueo francés entre 1838 y 1840, y el Bloqueo anglofrancés entre 1845 y 1848.

### Desde la caída de Rosas hasta la unificación del país (1852-1860)

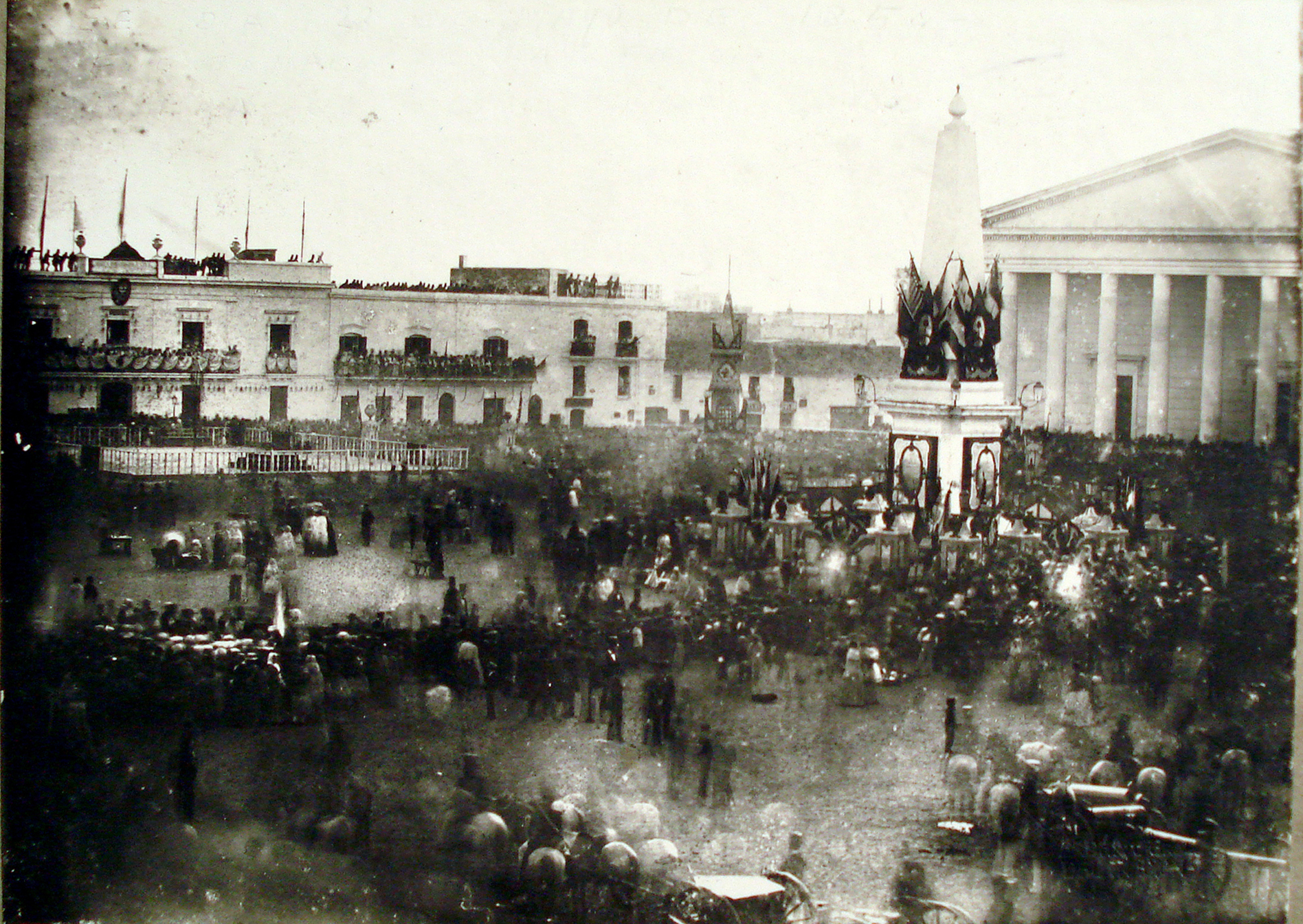
Jura de la Constitución del Estado de Buenos Aires en 1854.

Al derrotar Urquiza a Rosas en la batalla de Caseros, este último se exilió en Inglaterra, y así en Buenos Aires el centro de poder político quedó en manos de liberales y unitarios. La ciudad se abrió hacia la inmigración. Miles de europeos, especialmente de Italia y España le cambiaron la fisonomía a la ciudad y a su idiosincrasia. Los palacios y casas fueron construidos u ornamentados al estilo italiano, reemplazando al "estilo colonial".
La representación vecinal volvió con el gobierno de Justo José de Urquiza, quien estableció un sistema de 21 municipales y un Presidente, en relación con las 11 parroquias que existían en la ciudad. A partir de este momento y por más de un siglo, el sistema parroquial sería la base de la representación vecinal.
Vicente López y Planes fue designado gobernador provisorio de la provincia de Buenos Aires y por el Acuerdo de San Nicolás la aduana de la ciudad fue nacionalizada, y sus ingresos manejados por Urquiza, al designárselo Director de la Nación. Pero la Legislatura de Buenos Aires, gracias al alegato de Bartolomé Mitre, rechazó el acuerdo, lo que provocó la renuncia del gobernador López. Urquiza pretendió asumir la conducción de Buenos Aires, pero los porteños, tras la revolución de septiembre de 1852, retomaron el control de la ciudad.

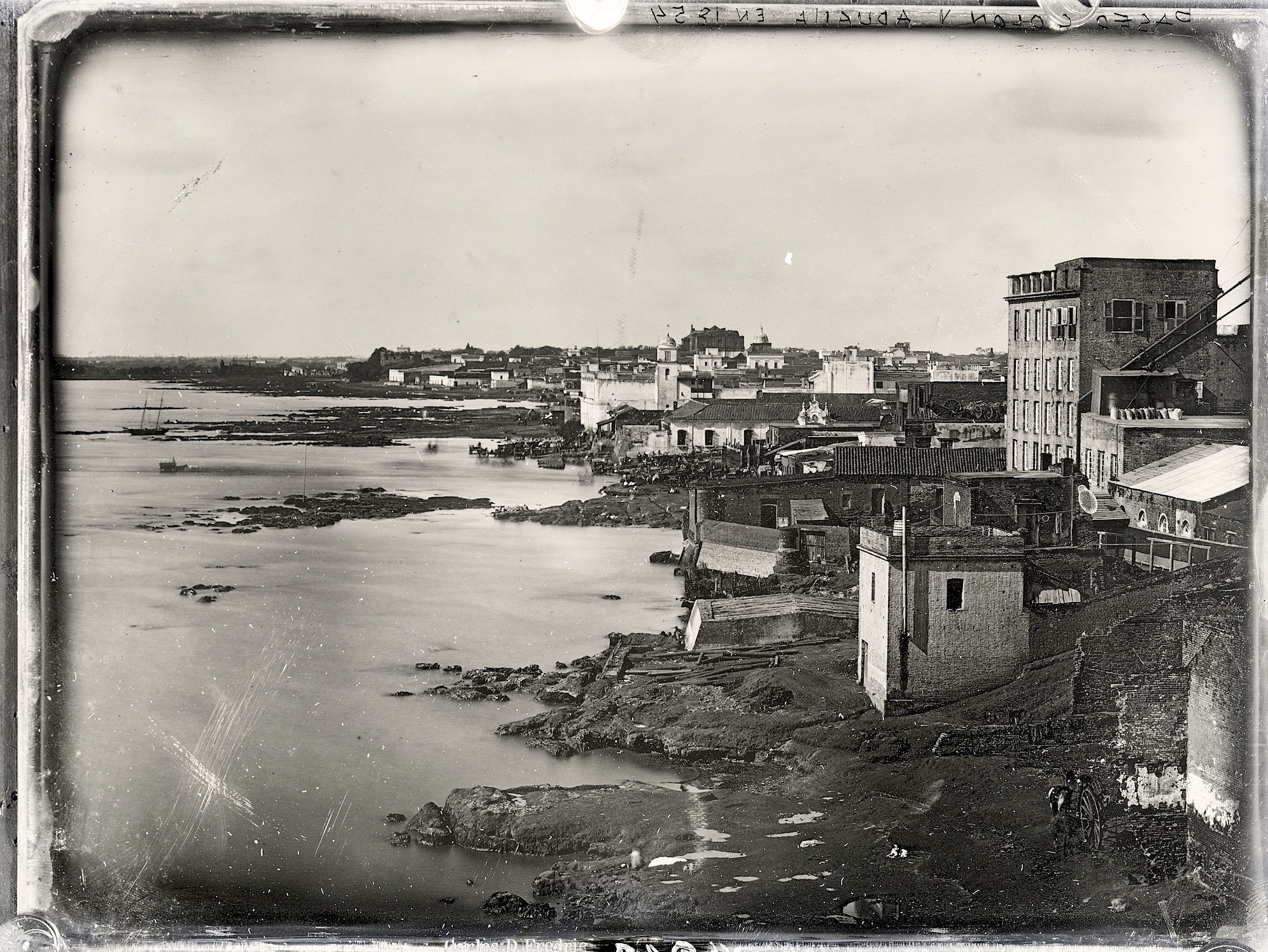
La ribera del Río de la Plata a mediados del.

El 6 de mayo de 1853 el Congreso Constituyente Nacional dictó una ley que determinaba que la ciudad iba a ser dividida en relación con las once parroquias, y que cada una tendría dos representantes llamados municipales. El funcionamiento de la Municipalidad estaba a cargo de las Comisiones de Seguridad, Higiene, Educación, Obras Públicas y Hacienda, integradas por tres personas cada una. Los miembros de las comisiones eran elegidos entre los 22 municipales, quienes debían ser padres de familia, "de probidad notoria, respetabilidad y práctica en los negocios".
Entre 1854 y 1861 la provincia de Buenos Aires, si bien no se declaró libre, se separó del resto de las trece provincias que conformaron la Confederación Argentina con capital en ciudad de Paraná en la Provincia de Entre Ríos; y formó un estado independiente, el Estado de Buenos Aires. Esto generó la necesidad de organizar la provincia en todos sus aspectos, incluido el municipal.

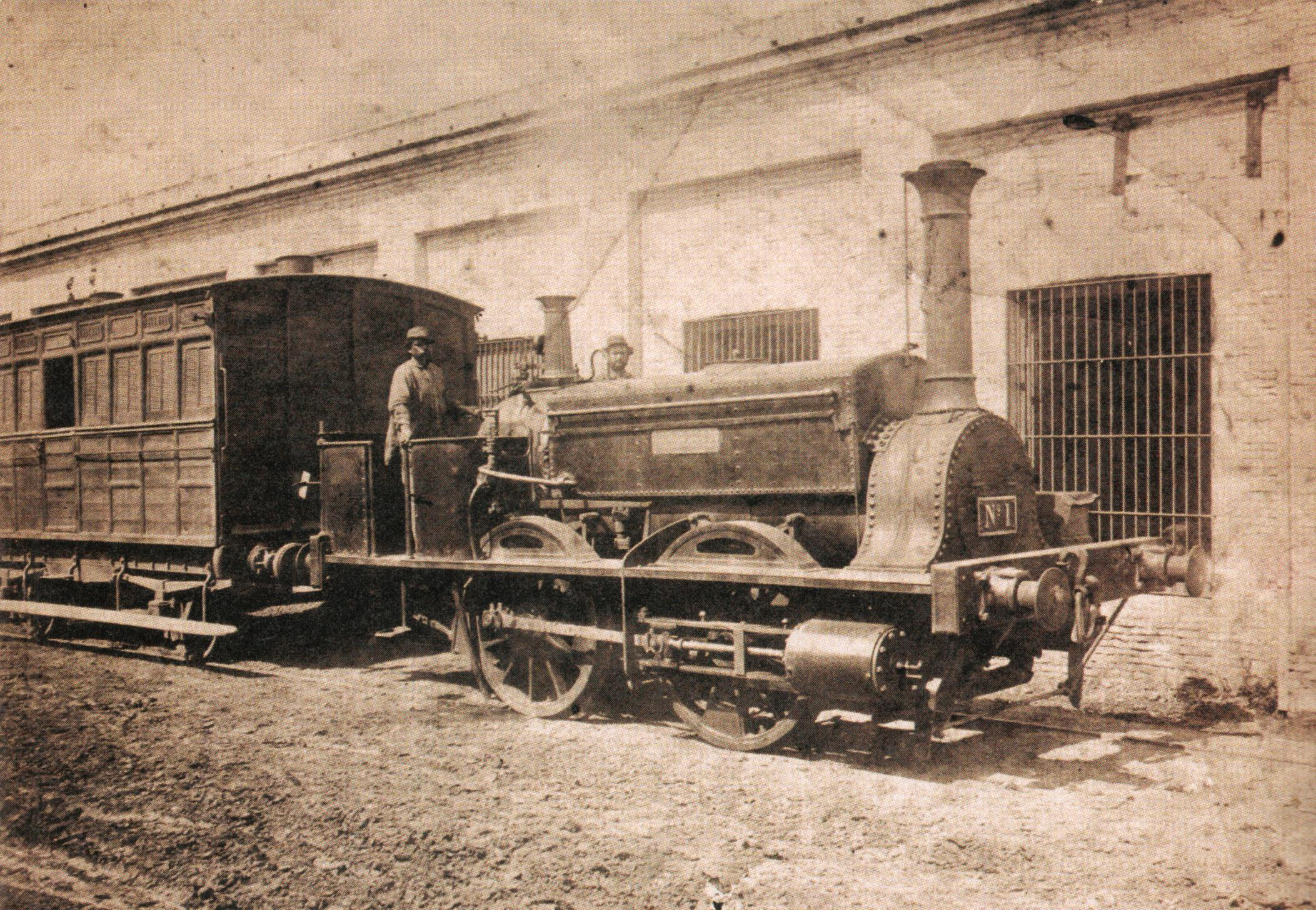
El primer tren argentino partió desde la Estación del Parque, en Buenos Aires.

El 11 de octubre de 1854 el Poder Legislativo de la provincia de Buenos Aires sancionó una ley, similar a las sancionadas por Urquiza y los Constituyentes, basada en las parroquias. Los municipales debían ser mayores de 25 años o emancipados, y debían tener un capital de diez mil pesos de la época o una renta equivalente.
El primer órgano de gobierno de la ciudad, la Corporación Municipal, fue reglamentado por esa misma ley. Estaría compuesto por 21 municipales, un vicepresidente y el cargo de presidente ocupado por el ministro de Gobierno. La primera elección de representantes parroquiales ocurrió en 1856, y el 3 de abril de ese año se llevó a cabo la primera sesión. La Corporación funcionó como tal hasta 1865, cuando fue reformada.

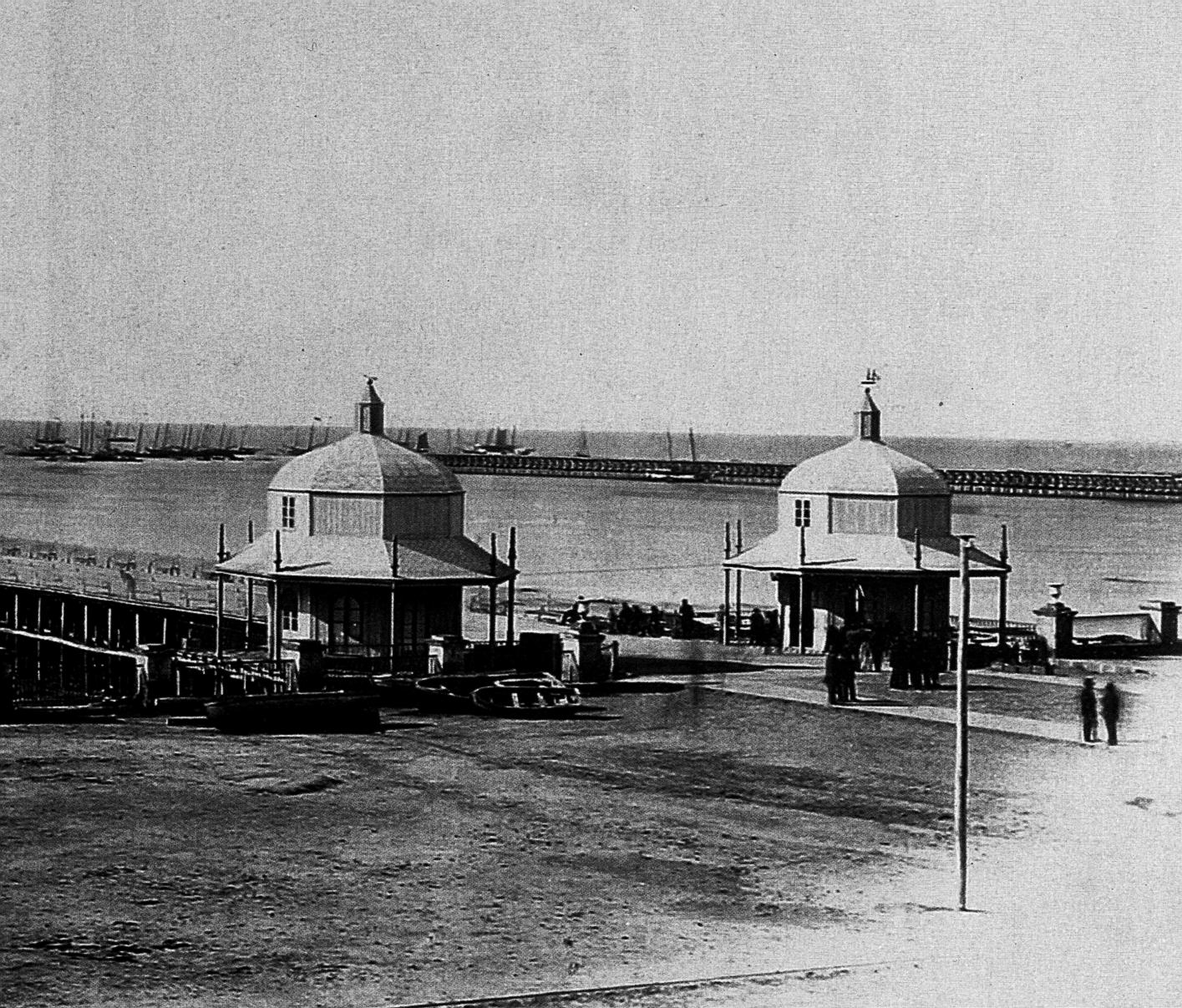
Muelle de pasajeros construido a mediados del.

Pero los problemas institucionales no dificultaron el desarrollo de la ciudad, la llegada de inmigrantes requería una ampliación de la infraestructura. La actividad portuaria se concentró durante mucho tiempo en la zona del Riachuelo, donde se encontraba el puerto principal. La poca profundidad de la costa del Río de la Plata era ideal por motivos defensivos, pero imposibilitaba la llegada de flotas comerciales, al menos con la tecnología de la época. Pero finalmente el 11 de septiembre de 1855 se construyó un nuevo muelle para el transporte de pasajeros, frente a la Capitanía del Puerto entre las actuales Perón y Sarmiento. El muelle de madera se introducía más de 200 m en el Río de la Plata y tenía una vía central para trasladar el equipaje por medio de vagonetas.
El desarrollo de la infraestructura continuó con la inauguración del ferrocarril. El 29 de agosto de 1857 partió el primer tren argentino desde la Estación del Parque, ubicada en las cercanías de la actual Plaza Lavalle,  hasta la estación La Floresta en las cercanías del pueblo de Flores, que en aquel entonces estaba en la provincia.
En 1859 fue inaugurada detrás de la actual Casa Rosada la Aduana Nueva o Aduana Taylor, con un muelle de 300 m con un riel central que facilitaba el transporte de carga. El edificio tenía una forma semicircular, y en su torre contaba con un faro, lo que convirtió al mismo en uno de los símbolos de la ciudad. La estructura fue demolida en 1884, cuando la construcción del Puerto Madero lo inutilizó.

### Buenos Aires, capital provisoria de Argentina (1861-1880)

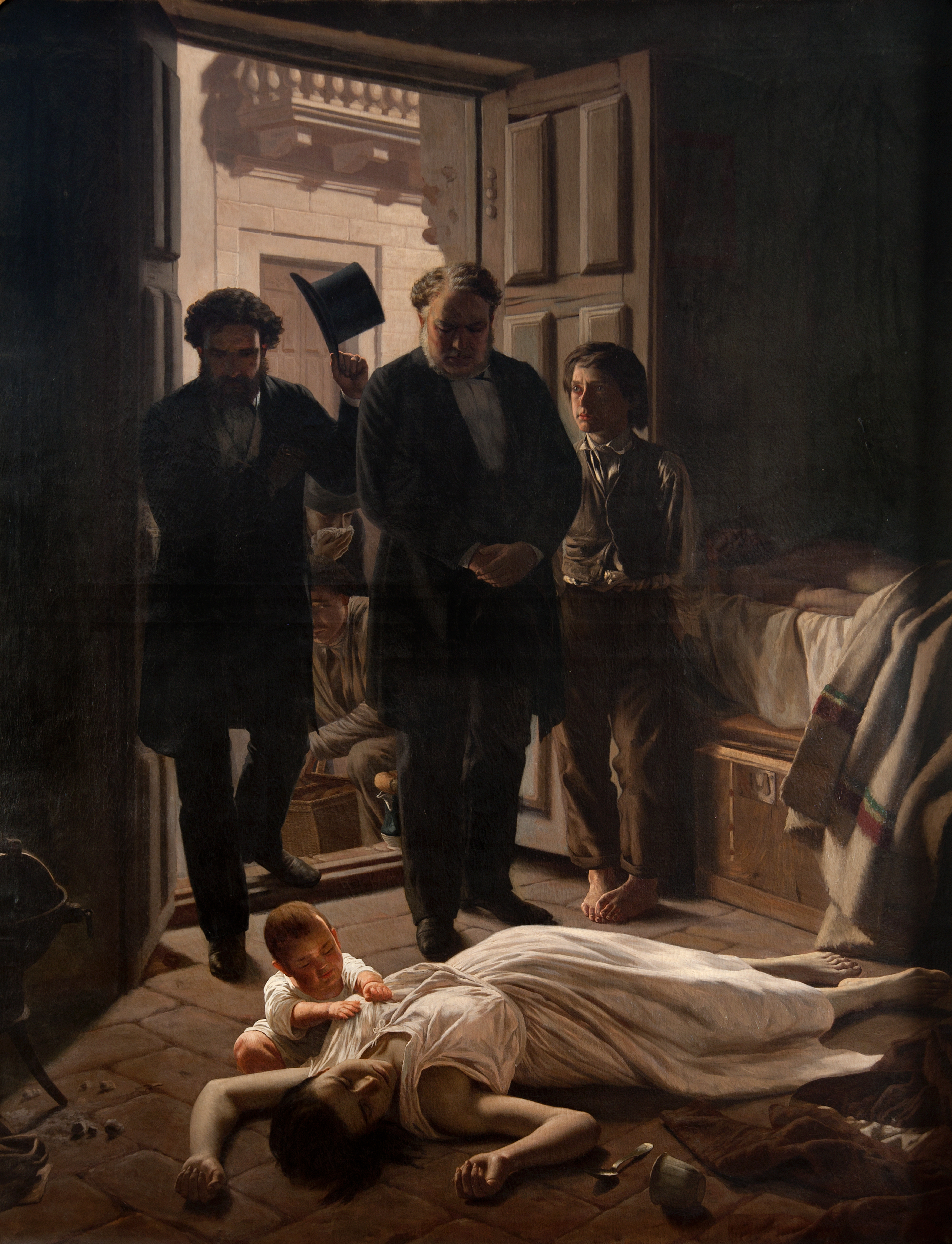
Episodio de la Fiebre Amarilla, ocurrida en Buenos Aires en 1871, por Juan Manuel Blanes (óleo sobre tela).

Con la reincorporación de la provincia de Buenos Aires a la Confederación Argentina, nuevamente fue necesaria una reestructuración. Fue entonces que el 30 de septiembre de 1860 designó como capital provisoria a la ciudad de Buenos Aires. En cuanto a la organización municipal, se reducían los municipales a trece propietarios y cinco suplentes, y se mantenían ciertas restricciones económicas para acceder al cargo.
El 8 de octubre de 1862 se determinó a través de la Ley 19 que la sede de las autoridades nacionales por los próximos cinco años sería la ciudad de Buenos Aires; función que delegaba, desde su separación de la Confederación Argentina, a la ciudad de Paraná en Entre Ríos. El 2 de noviembre de 1865 se estableció un nuevo régimen municipal para la ciudad, que duraría hasta 1876, los municipales serían doce y el presidente sería elegido por la Municipalidad, en relación con una terna presentada por el colegio electoral. Además dividía a la ciudad en 12 secciones, integradas por un Juzgado de Paz, correspondiéndole un municipal y dos suplentes a cada una. Para ser municipal bastaba ser mayor de 25 años y ser vecino de la parroquia por la que se presentaba.
El 30 de octubre de 1867 la legislatura provincial sancionó la ley 522 por la que se incrementaba la extensión del municipio de la ciudad de Buenos Aires en desmedro de los partidos vecinos de Flores y Belgrano. En particular el límite septentrional que anteriormente era el camino del Ministro Inglés (actualmente Avenida Scalabrini Ortiz) se cambió al arroyo Maldonado. Durante los siguientes tres años el gobierno municipal tuvo que pagar una compensación a los dos partidos mencionados.

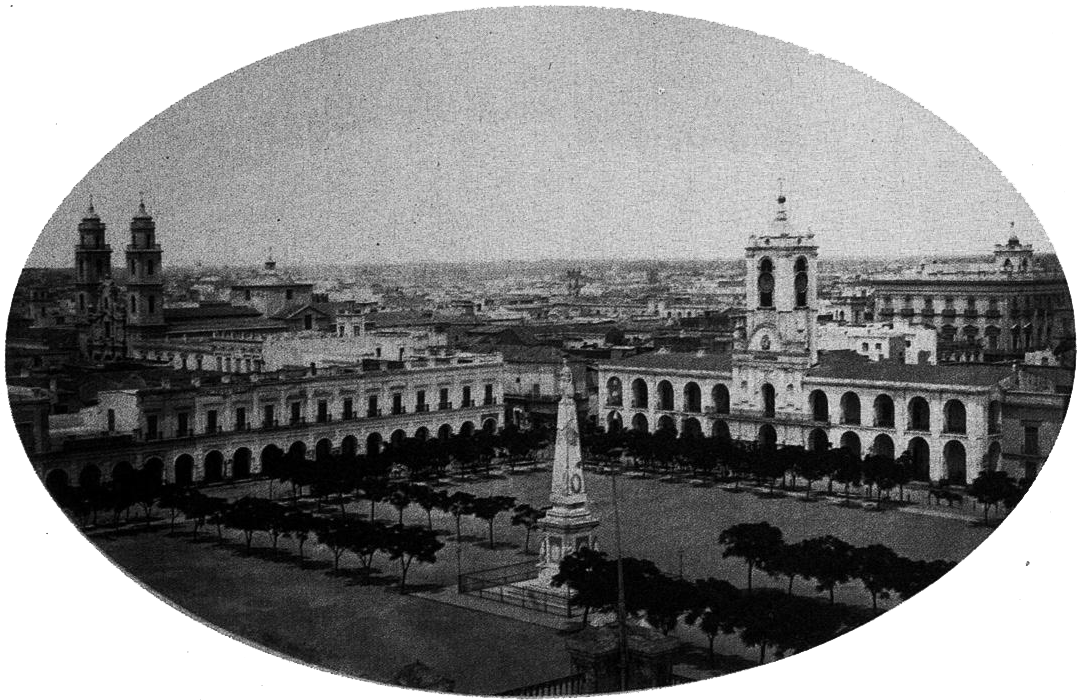
La Plaza de la Victoria en 1867, ahora llamada Plaza de Mayo.

Si bien la fundación en 1854 de la Municipalidad permitió ordenar la ciudad, la falta de higiene era un gran problema. Fue recién después de la epidemia de fiebre amarilla de 1871 que diezmó literalmente la población, que se mejoró el problema del agua corriente y se mejoraron las condiciones de vida de la población, que en algunos lugares vivía hacinada.
A raíz de dicha epidemia, el cementerio del Sur, situado donde actualmente se encuentra el Parque Ameghino en la Avenida Caseros al 2300, vio colmada su capacidad, por lo que el gobierno municipal adquirió entonces siete hectáreas en la Chacarita de los Colegiales (donde hoy se encuentra el Parque Los Andes), y creó un nuevo cementerio que se trasladaría en 1886 al actual de la Chacarita.

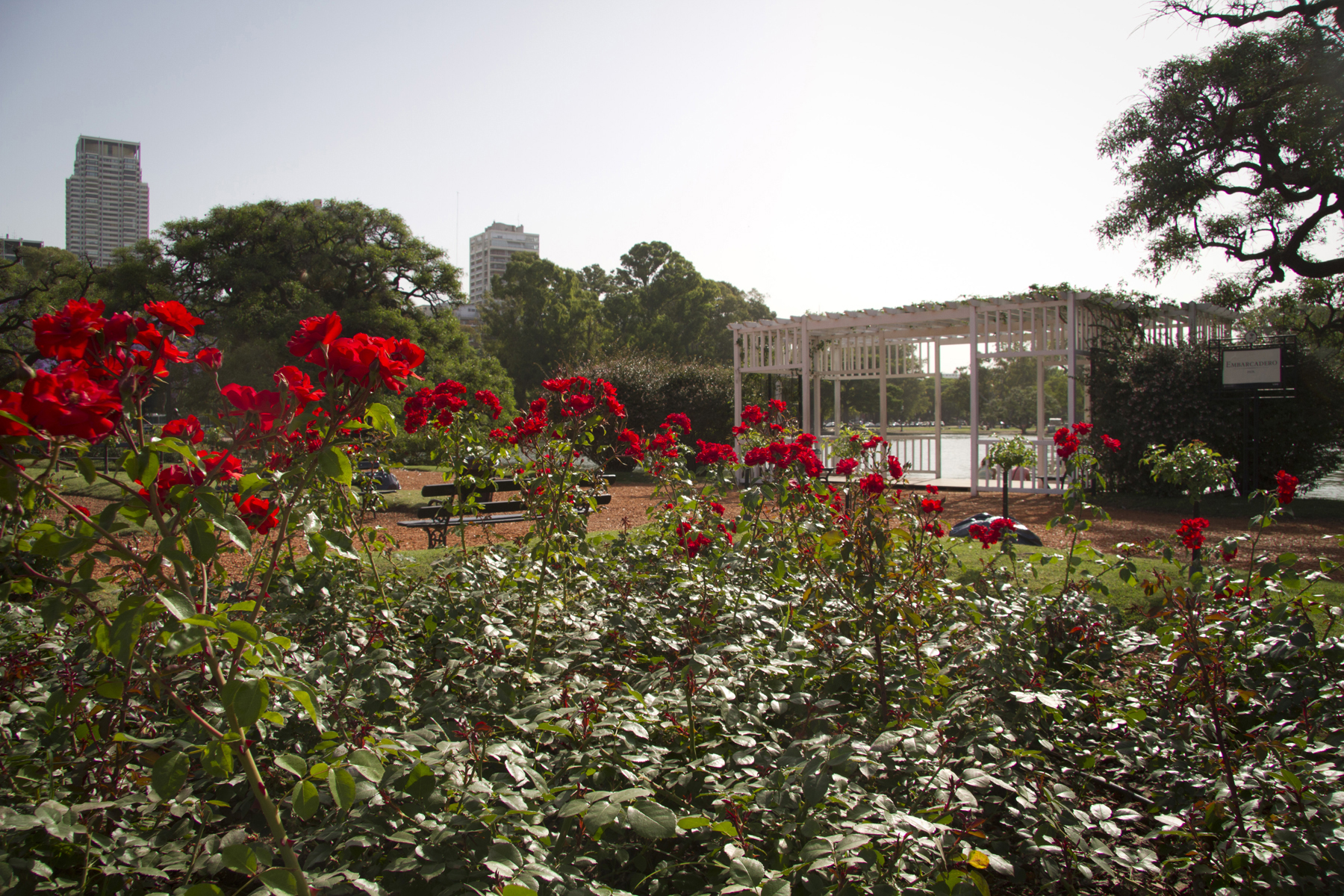
El Rosedal, uno de los sitios más famosos del Parque Tres de Febrero.

Partidos de la Provincia de Buenos Aires antes de la federalización de la ciudad de Buenos Aires. En rojo, la ciudad actual con sus barrios.

El 11 de noviembre de 1875 se inauguró el amplio espacio verde del Parque Tres de Febrero, construido en terrenos que habían pertenecido a Juan Manuel de Rosas y cuyo destino había sido fijado por ley nacional el año anterior. Su nombre conmemora la fecha de la Batalla de Caseros. Sus límites originales eran, al este la actual calle Ugarteche, y al oeste el Arroyo Maldonado. Más tarde sucesivas adquisiciones expanden el predio hasta los límites actuales.
El 28 de octubre de 1876 el poder legislativo provincial dictó la Ley Orgánica de las Municipalidades. Esta ley establecía un Consejo Central y un Consejo Parroquial por cada parroquia existente en el Municipio, que fueron un principio de descentralización administrativa. No todos los Consejos Parroquiales tenían la misma cantidad de miembros: las parroquias de Catedral al Norte, Catedral al Sud, San Miguel, San Nicolás, Socorro, Piedad, Montserrat, Concepción y Balvanera tendrían doce miembros, mientras que las de San Telmo, Pilar, San Juan Evangelista, Barracas al Norte y San Cristóbal tenían solo ocho.
Los límites del municipio de la ciudad de Buenos Aires eran: el Río de la Plata, el Riachuelo y las actuales Sáenz, Boedo, Venezuela, Castro Barros, Medrano, Lavalle, Córdoba, Uriarte, Niceto Vega y el arroyo Maldonado, correspondiendo aproximadamente a las avenidas Juan B. Justo y Bullrich, hasta el Río de la Plata.

### Federalización de Buenos Aires
A pesar de que el país se encontraba unificado luego de décadas de luchas internas, todavía existía el conflicto por la federalización de la ciudad de Buenos Aires, proyecto que intentaba materializar el presidente Nicolás Avellaneda. La provincia de Buenos Aires no quería ceder a la ciudad de Buenos Aires, tanto por motivos económicos como por motivos políticos. La pérdida de la ciudad significaba un golpe a su gobernador, Carlos Tejedor, que era candidato a ocupar la Presidencia de la Nación. El conflicto estaba agravado por las diferencias políticas de Tejedor y Avellaneda, mientras el primero era un candidato mitrista, el segundo apoyaba la candidatura de Julio Argentino Roca, candidato por el Partido Autonomista Nacional.
El Poder Ejecutivo Nacional residía en Buenos Aires, pero no tenía ningún tipo de control ni jurisdicción en la ciudad, era simplemente un "invitado de honor". Esto queda demostrado en el discurso dado por Carlos Tejedor en la sesión del 1 de mayo de 1878 de la Cámara de Senadores de la Provincia de Buenos Aires: 

"La constitución federal traza claramente la línea que divide la acción del gobierno general de los gobiernos de provincia; y esa línea será sagrada para mí, procurando conciliar las prerrogativas propias con la obediencia que en asuntos nacionales debemos a nuestro huésped".

 Con huésped se refería obviamente a los Poderes de la Nación. Este conflicto desembocó en una serie de enfrentamientos armados, llamados Revolución de 1880, que concluyeron con la derrota de las tropas de Carlos Tejedor y la federalización de la ciudad.
Posteriormente, la Provincia de Buenos Aires cedió los partidos de Flores y Belgrano, los cuales fueron anexados al territorio de la Capital Federal. A cambio de ello, la Provincia de Buenos Aires recibió una compensación económica.

## Desde la Federalización al Cuarto Centenario

### De 1880 a 1910

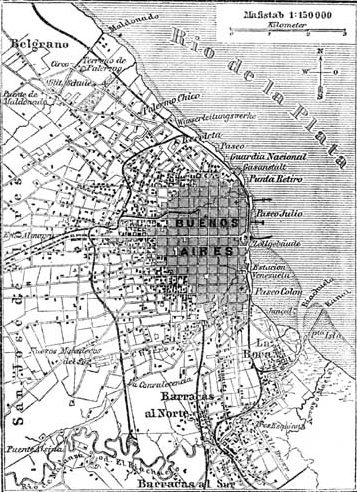
Mapa alemán de la ciudad en 1888.

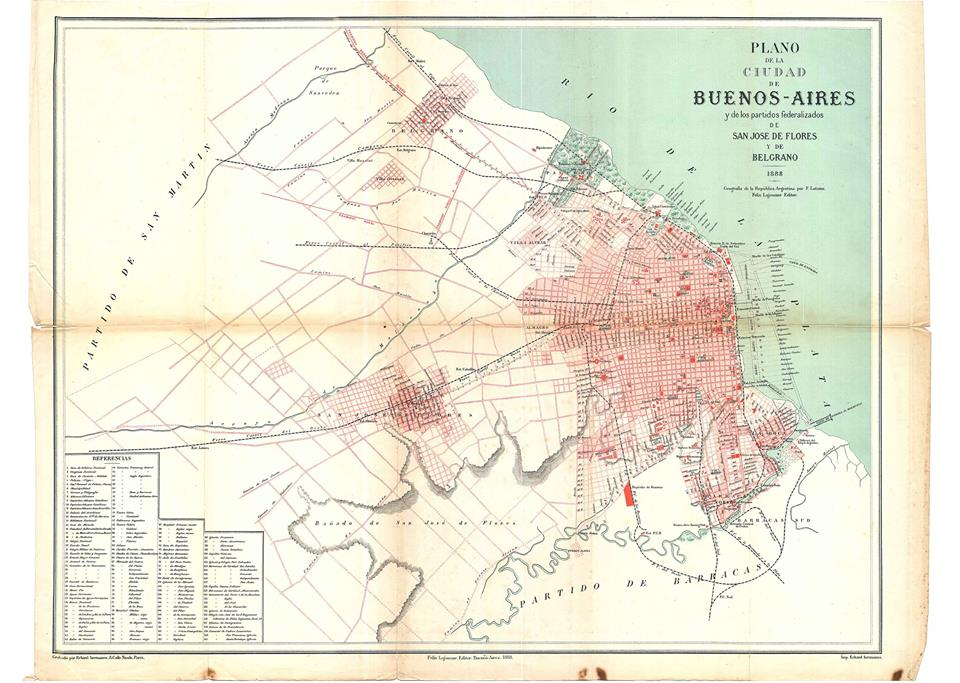
Plano de Buenos Aires en 1888

En 1880 la ciudad fue separada de su provincia por la Ley Nacional 1029: Buenos Aires se transformó en la capital federal y La Plata se convirtió en la sede de los poderes provinciales. Su desarrollo coincidió con el del país, por lo que durante fines del siglo XIX y comienzos del siglo XX sufrió una transformación importante. De 337.617 habitantes en 1880, la ciudad pasó a tener 649.000 en 1895, de los que solo 320.000 eran nativos.
En 1882, mediante la Ley Nacional 1260, se creó la figura del Intendente, que no era elegido mediante el voto de los ciudadanos, sino que era designado por el Presidente de la Nación con acuerdo del Senado Nacional. La ciudad tenía además un Concejo Deliberante elegido por voto popular, compuesto por 30 miembros. Sin embargo, el Gobierno Nacional se reservó el control del puerto, la administración de la justicia y el poder de policía. Este sistema se mantendría con algunas modificaciones hasta 1973, y el primer Intendente de la ciudad fue Torcuato de Alvear, designado en 1883 por el presidente de la Nación Julio Argentino Roca.
El aumento del tráfico comercial requería la construcción de un nuevo puerto en la ciudad. Eduardo Madero había presentado varios proyectos para la construcción de un nuevo puerto en 1861 y 1869, pero fue en 1882 cuando su proyecto es aceptado gracias a su tío Francisco Madero, vicepresidente de la Nación durante la primera presidencia de Julio Argentino Roca. El proyecto, financiado por Baring Brothers, contaba con un sistema de cuatro dársenas cerradas unidas entre sí, y una dársena norte y otra sur que facilitaban el arribo de los barcos. El puerto fue inaugurado en 1884, pero la dársena norte y el dique 4 fueron inaugurados recién en 1897.
El puerto tuvo muchas deficiencias, por lo que en 1908 el Congreso de la Nación, que estableció la construcción del Puerto Nuevo, a cargo de la empresa C.H. Walker & Co. Las obras comenzaron en 1911, y fue inaugurado en forma provisoria en 1919. Está compuesto por dársenas abiertas y se encuentra ubicado hacia el norte de la Avenida Córdoba.

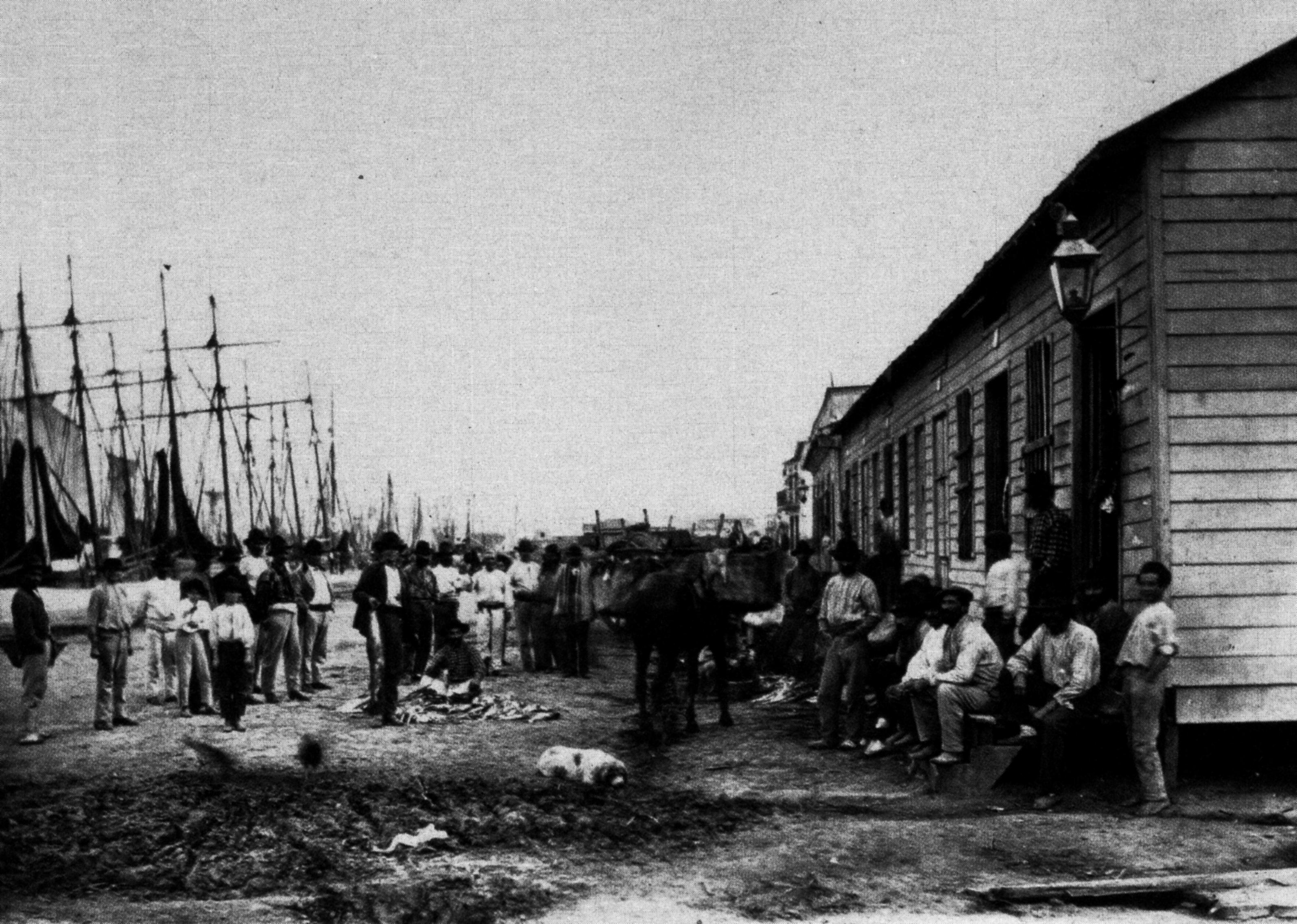
El puerto principal estuvo ubicado durante siglos en el margen del Riachuelo.

Otros proyectos de gran peso urbano avanzaron durante la década de 1880, cambiando para siempre la imagen y el funcionamiento de la ciudad. En 1884, el intendente Alvear creó la Plaza de Mayo al demoler la Recova y unificar las dos plazas coloniales; pero además logró su proyecto para abrir la primera avenida de Buenos Aires, un boulevard arbolado que conectaría la nueva plaza principal con los bordes de la ciudad en aquella época. Inaugurada recién en 1894, la nueva Avenida de Mayo fue una revolución para Buenos Aires y comenzó a consolidar un nuevo eje hacia el oeste, con edificios de más de cinco pisos de altura, inéditos para la ciudad. En 1887, la Provincia de Buenos Aires cedió a la Municipalidad los partidos de Flores y Belgrano, ampliando sus límites hasta un nuevo borde a donde debía construirse una Avenida de Circunvalación en el futuro. Esta nueva avenida se inauguraría recién en 1941 y se llamaría General Paz. Para ese año, se proyectaron varias avenidas diagonales uniendo futuros puntos y plazas para la ciudad, al tiempo que se discutía la construcción de un boulevard perpendicular a la Avenida de Mayo, la futura Avenida Norte-Sur que se llamaría 9 de Julio, abierta recién en los años 30.
La región sufrió un fuerte cimbronazo por la «subfalla del río de la Plata» (con sismicidad baja); el 5 de junio de 1888 (136 años), a las 3.20 UTC-3, con aproximadamente 5,5 en la escala de Richter (terremoto del Río de la Plata de 1888).
Desde 1895 a 1914, a raíz de la llegada de las grandes corrientes inmigratorias, la ciudad creció con una de las tasas anuales más grandes del mundo y en 1914 ya era la duodécima ciudad más grande del mundo con 1.575.000 habitantes, y también creció cultural y comercialmente.

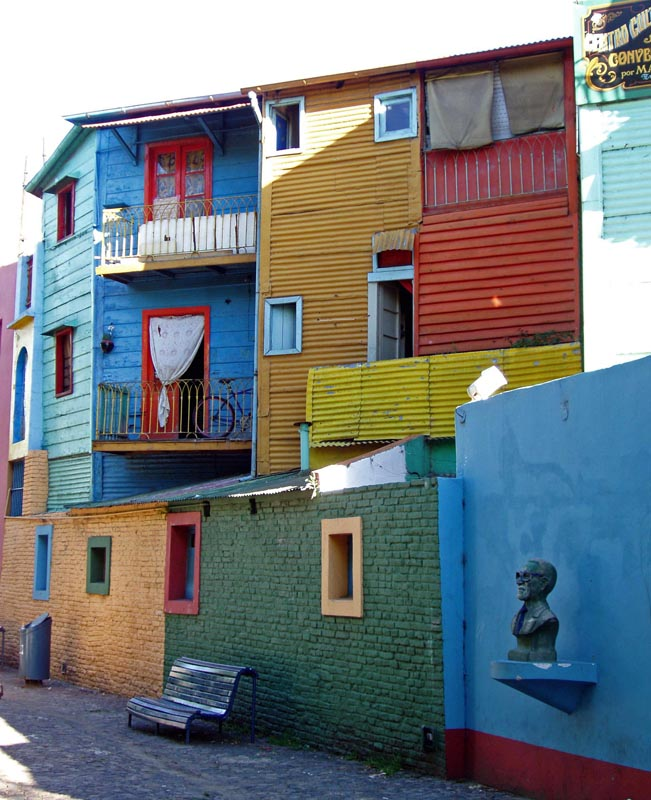
Conventillo ubicado en el barrio de La Boca.

Esta inmigración provocó cambios en la fisonomía de la ciudad. Era frecuente la construcción de conventillos, viviendas precarias que eran alquiladas a los recién llegados, quienes debían convivir en una situación de hacinamiento y falta de higiene. También comenzaron a formarse las primeras villas de emergencia, que si bien se desarrollaron a partir de la década de 1930, existían desde fines del siglo XIX. De esa forma podía considerarse al Barrio de la Ranas, ubicado en los terrenos de la Quema en Parque Patricios, donde sus habitantes usaban como paredes las latas de 20 litros que se utilizaban en la importación de querosén, llenándolas de barro.
Durante finales del siglo XIX y principios del siglo XX existió un gran desarrollo del sistema tranviario. La primera línea de tranvía fue inaugurada el 14 de julio de 1863, y era un servicio ofrecido por el Ferrocarril del Norte para acercar a los pasajeros desde la estación Retiro hasta la Plaza de Mayo. Para 1870 surgirían dos importantes empresas de tranvías, el Tramway Central y el Tramway 11 de septiembre, y para 1880 surge la Anglo Argentina. En 1908 existían doce empresas, pero entre 1908 y 1909 se realizó una gran fusión que dejó en el mercado solo cuatro: la Anglo Argentina (que llegaría a ser dueña de aproximadamente el 80% de la red), Tranvías del Puerto, Compañía de Tranvías Eléctricos del Sud y la Compañía Lacroze. El desarrollo de la red continuó, para la década de 1920 la red contaba con 875 km de líneas, 3.000 vehículos y 12.000 empleados. El sistema continuó funcionando hasta que un decreto de 1961 lo suprime, siendo el último día del servicio el 19 de febrero de 1963, casi 100 años después de su aparición. Tras 18 años de la eliminación del tranvía, un grupo de entusiastas agrupados en la Asociación Amigos del Tranvía lograron reinstalar un servicio histórico para evocar aquel sistema, y crearon el "Tramway Histórico de Buenos Aires", que desde entonces funciona gratuitamente todos los fines de semana y feriados en el barrio de Caballito. El tranvía recién volvería a Buenos Aires el 27 de agosto de 1987, con la inauguración del PreMetro.

### Desde 1910 a 1936
La prosperidad económica que atravesaba el país sumada a las preparaciones para el I Centenario que se celebraría en 1910 permitieron que la infraestructura urbana se desarrollara. Se mejoraron los servicios públicos y se construyeron nuevos edificios para las instituciones gubernamentales, plazas, parques, museos y bibliotecas. Fueron levantados el Palacio del Congreso (1906), la Casa Rosada (1898), y el Teatro Colón (1908). En lo urbanístico se modificó en estilos, edificios altos y en la traza urbana. Se discutieron y formularon planes para hacer de Buenos Aires el símbolo de una nación nueva y progresista.
En 1913, la ciudad contó con el primer subterráneo de Iberoamérica, al inaugurarse, tras dos años de obras, el primer tramo de la línea A, que iba desde Plaza de Mayo hasta Plaza Miserere, y que sería extendida el año siguiente hasta Primera Junta. En 1913 también se inaugura la terminal ferroviaria de Retiro del ferrocarril Belgrano, y en 1915, la del ferrocarril Mitre. La del ferrocarril San Martín había sido inaugurada provisoriamente en 1886, y aún se conserva, ya que nunca comenzó la construcción del edificio definitivo.
.

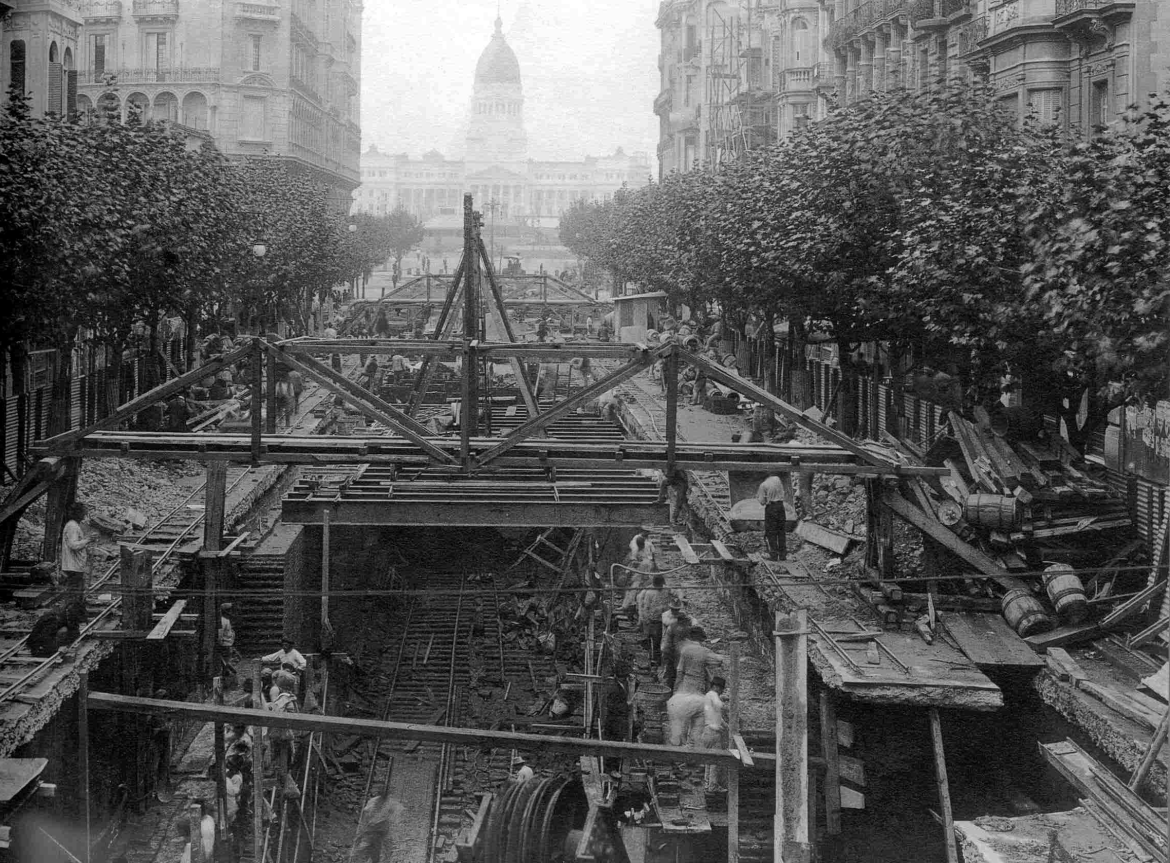
Construcción en 1912 de la estación Sáenz Peña de la Línea A del subte.

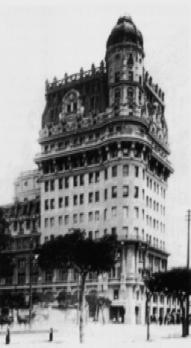
El Railway Building en sus primeros años.

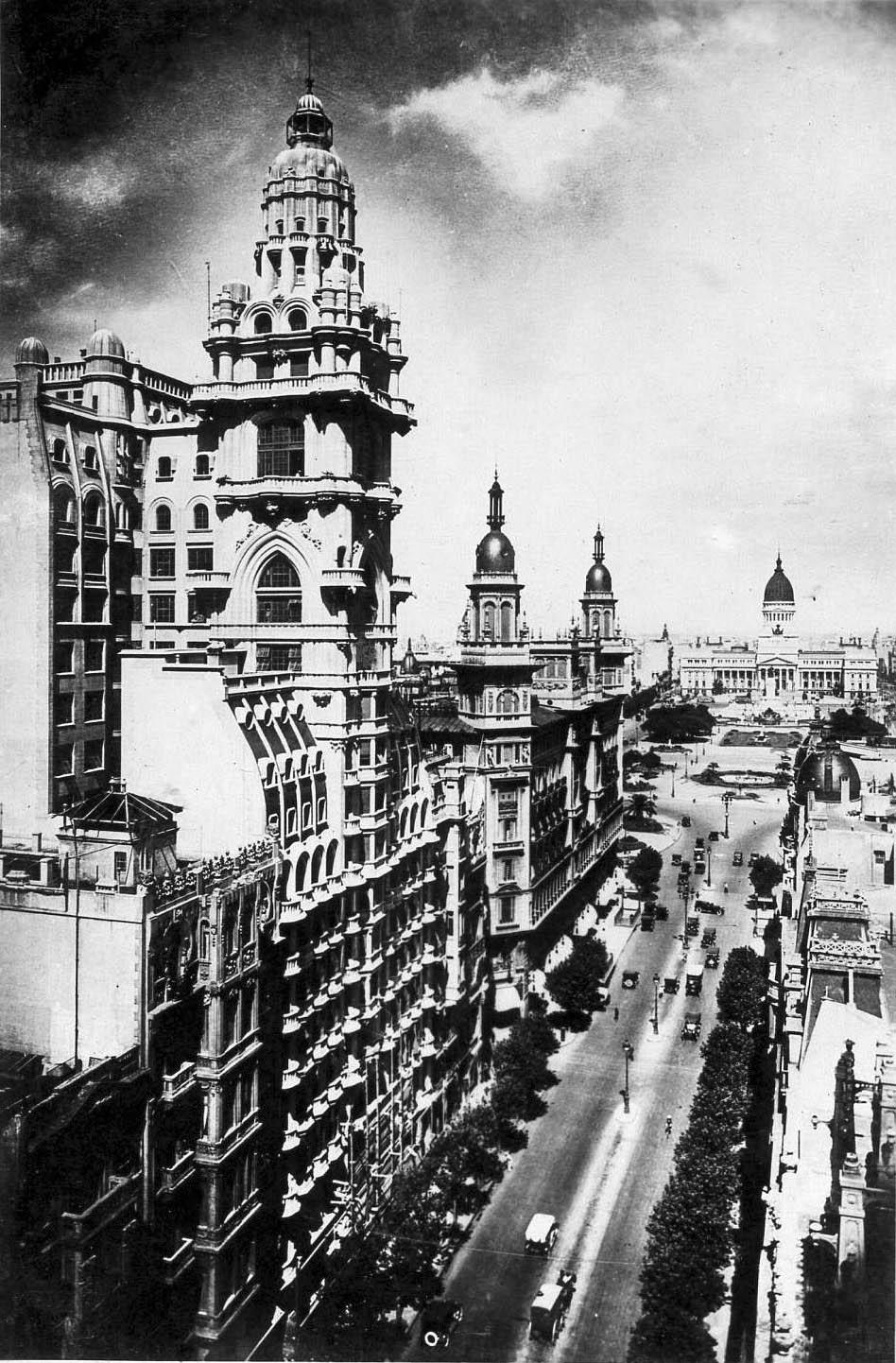
Vista del Palacio Barolo, el Edificio La Inmobiliaria y el Congreso de la Nación.

Al año siguiente (1914) la urbe inaugura el emblemático rascacielos Railway Building imponente edificio de 80 metros de altura y 16 pisos, que fuera proyectado en 1907, construido entre ese mismo año y 1910 finalmente habilitado en 1914, considerado como el primer "rascacielos" (para la época) de la gran metrópoli argentina y de toda América Latina. Algunos años después el 7 de julio de 1923 la gran ciudad cuenta con un nuevo rascacielos, el Palacio Barolo de 100 metros y 22 plantas, ubicado en la Avenida de Mayo 1370.
Pero no todo era prosperidad en la ciudad de Buenos Aires. Los festejos del Centenario se desarrollaron bajo el estado de sitio declarado por el presidente José Figueroa Alcorta a raíz de la huelga general sucedida el año anterior como respuesta a la sangrienta represión en Plaza Lorea a una manifestación anarquista, que terminó con 8 muertos y más de 100 heridos, y que luego se daría a conocer como la “Semana Roja”. En enero de 1919 fueron asesinados 700 obreros y hubo cerca de 4000 heridos luego de un conflicto desatado a raíz de una huelga en los talleres metalúrgicos Pedro Vasena e Hijos, hecho que sería recordado como la “Semana Trágica”.
En los años siguientes al festejo del Centenario, la ciudad continuó expandiéndose dentro de los límites marcados por la Circunvalación dibujada en 1887, futura Avenida General Paz. El 11 de diciembre de 1918 el Intendente Joaquín Llambías inauguraba el Balneario Municipal Costanera Sur, recorriendo la nueva ribera del Puerto con una avenida amplia bordeada por parques públicos, que contaba además con una rambla costera bordeada por escalinatas que bajaban al borde del agua. La zona se consolidó como balneario de verano para los fines de semana y especialmente para las clases populares que aún no podían acceder a vacacionar en playas como Mar del Plata.

## Del Cuarto Centenario a la Autonomía

### De 1936 a 1970

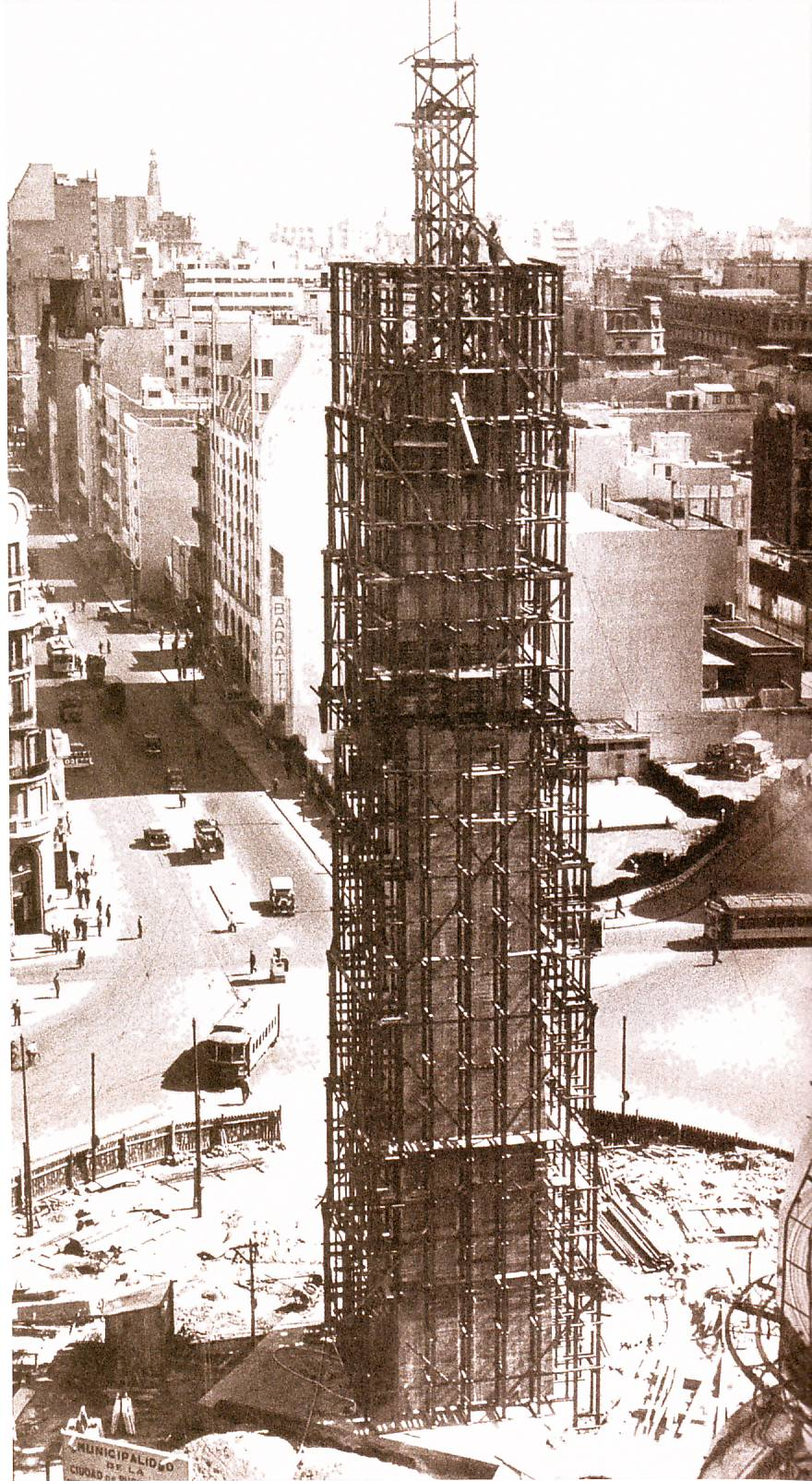
El obelisco en plena construcción.

En 1932, fue nombrado Intendente Mariano de Vedia y Mitre, un personaje de fuertes voluntades sobre el espacio público, que emprendió una serie de proyectos polémicos pero renovadores. El 3 de enero de 1936 se inaugura el Edificio Kavanagh de 120 metros de altura y 31 plantas, rascacielos icónico de la ciudad y cuatro meses después el 23 de mayo de 1936 se inauguró el símbolo porteño por excelencia, el Obelisco monumental, demoliendo la antigua Iglesia de San Nicolás de Bari. El ícono fue diseñado por el arquitecto Alberto Prebisch y construido en el tiempo récord de 31 días. La obra estuvo a cargo de la empresa alemana G.E.O.P.E.- Siemens Bauunion - Grün & Bilfinger.
El 12 de octubre de 1937 se inauguró el primer tramo de la Avenida 9 de Julio, entre las calles Tucumán y Bartolomé Mitre, si bien su construcción estaba proyectada desde 1895. Para su concreción, hubo que demoler más de 55.000 metros cuadrados de 5 manzanas en tan solo 150 días, lo que generó algunas protestas. Sucesivas ampliaciones en las décadas posteriores completaron el trazado definitivo, entre la Avenida del Libertador y la Avenida Caseros.

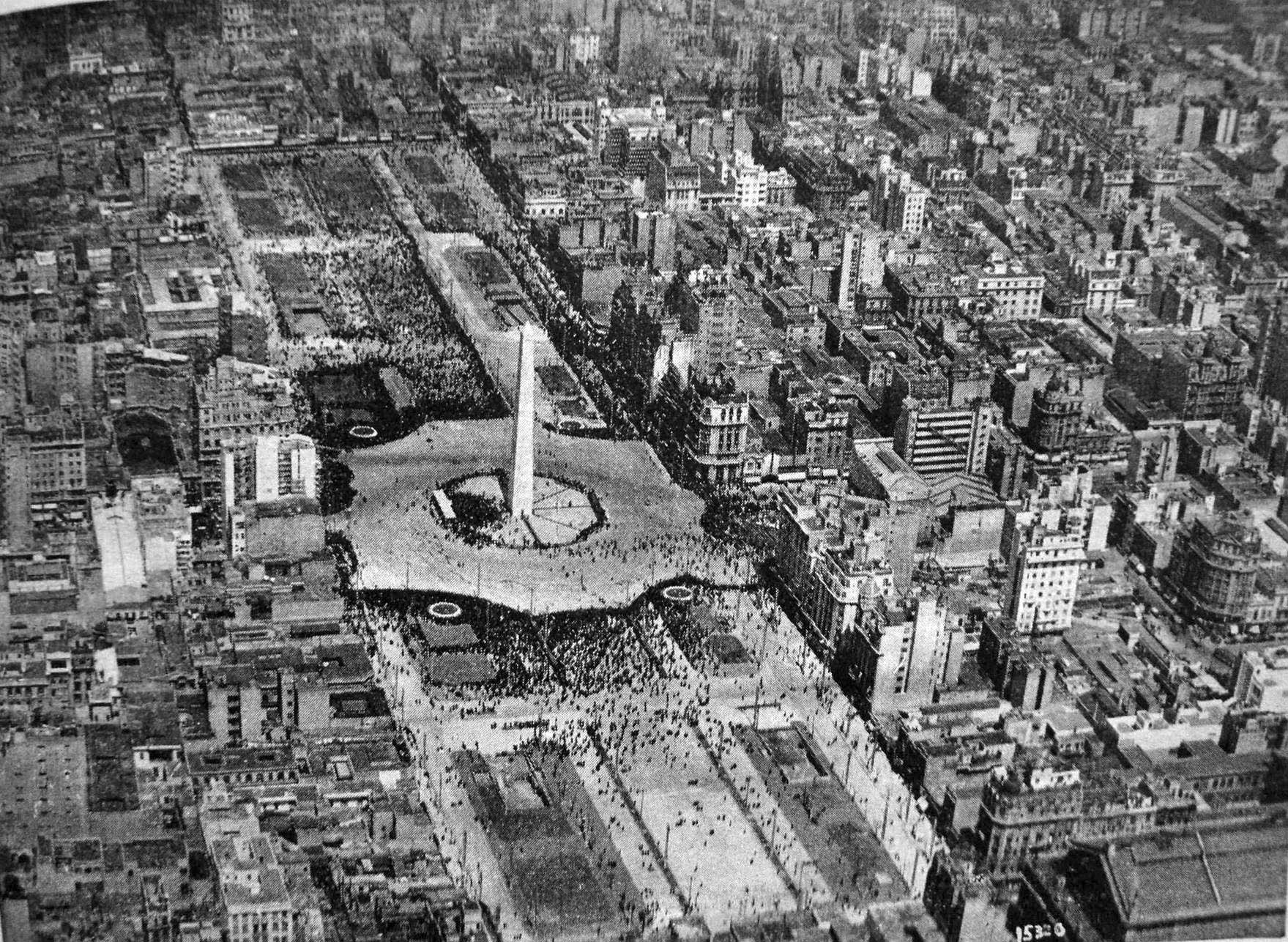
Inauguración de la Avenida 9 de Julio el 12 de octubre de 1937.

Además, el Intendente de Vedia y Mitre concretó el último tramo del ensanche de la Avenida Corrientes, en la cual se levantaron imponentes cine-teatros como el Ópera, el Gran Rex, el Tabarís o el Metropolitan; y comenzó la ampliación de la Avenida Belgrano, concretada recién en 1950. Al mismo tiempo, la empresa española y alemana CHADOPyF avanzó a gran velocidad en la construcción de tres líneas de subterráneos hacia el sur y el norte de la ciudad, además de conectar las terminales de Plaza Constitución y Retiro (actuales líneas C, D y E).

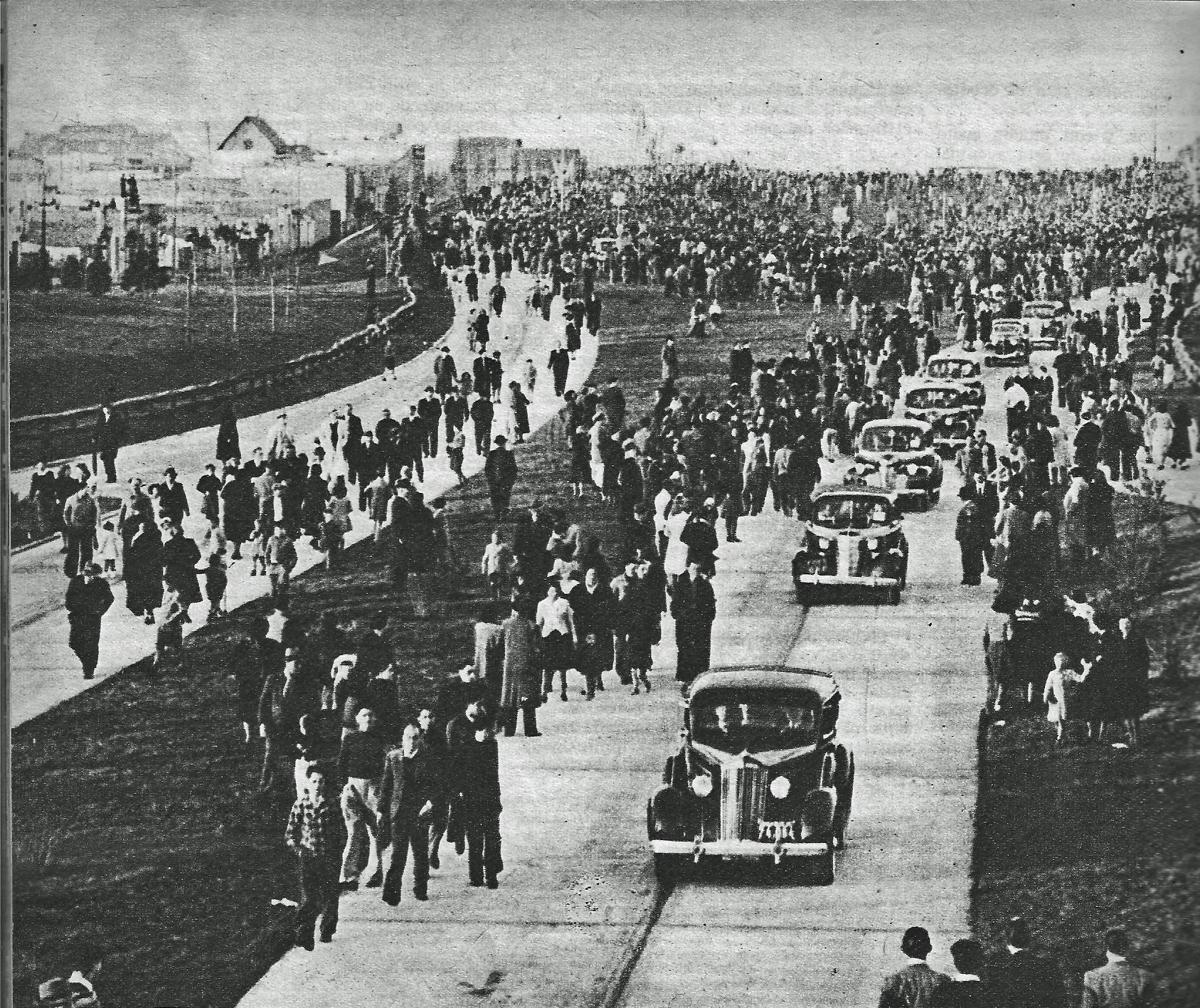
Acto de inauguración de la Avenida General Paz (1941).

En 1941 se inauguró la Avenida General Paz, que desde ese entonces le sirve de límite con la Provincia de Buenos Aires, si bien dichos límites habían sido fijados por ley en 1887. Fue proyectada por el Ing. Pascual Palazzo y la dirección de la obra estuvo a cargo de José María Zaballa Carbó. Las empresas contratistas fueron la Empresa Argentina de Cemento Armado (EACA) al sur de la Avenida Rivadavia y la Compañía de Construcciones Civiles al norte de la mencionada arteria vial. La obra comenzó el 8 de junio de 1937 y se inauguró el 5 de julio de 1941. El Puente de la Noria que cruza el Riachuelo fue abierto a la circulación vehicular tres años después ya que en esa época el Gobierno Nacional estaba realizando la obra de rectificación de ese curso de agua. La Avenida General Paz terminaba en la rotonda con la Avenida Blandengues (denominada posteriormente Teniente General José Félix Uriburu y finalmente Avenida del Libertador General José de San Martín desde 1950). Con la construcción de la Avenida General Paz, se clausuró el servicio ferroviario que comenzaba en Sáenz Peña, seguía por la Estación Villa Real, cuyo edificio fue demolido en 1995, y finalizaba en Villa Luro. Este pequeño ramal fue construido por la empresa Ferrocarril Buenos Aires al Pacífico y estuvo operativo entre 1909 y 1938.
Durante los gobiernos de la Revolución del 43 y los mandatos de Juan Domingo Perón tuvo lugar un fuerte proceso de migración interna, en el cual gran parte de la población rural se movió a las ciudades. Esto se notó especialmente en la ciudad de Buenos Aires, que aumentó su población tanto dentro de sus límites administrativos como en los partidos de la provincia lindantes con la misma, lo cual llevó a la conformación de la megaciudad conocida como Gran Buenos Aires.
El 16 de junio de 1955 la ciudad sufrió el bombardeo de la Plaza de Mayo por un grupo de militares y civiles opuestos al gobierno del presidente Juan Domingo Perón con la intención de derrocarlo. En el hecho murieron 308 personas y hubo más de 700 heridos. Luego de esto se produce la quema de iglesias de la ciudad. El golpe, autodenominado Revolución Libertadora, terminará triunfando en septiembre de ese mismo año.
En 1960, la ciudad fue la sede de los festejos del Sesquicentenario de Argentina, en los que se realizó una exposición, aunque no tuvo la convocatoria ni la repercusión que se esperaba de ella.

### De 1970 a 1996
El 6 de diciembre de 1972 el presidente Alejandro Agustín Lanusse dictó el Decreto Ley 19.987, por el que se aumentaba, a partir de las elecciones de 1973, el número de miembros del Consejo Deliberante a 60, y se creaban catorce Consejos Vecinales, con nueve miembros cada uno. Los Consejos revivieron el espíritu de participación vecinal que se había perdido con la eliminación de los Consejos Parroquiales, y que volvería a perderse con el Proceso de Reorganización Nacional en 1976.

La red completa de autopistas ideada en 1976.

Hacia 1976, con alrededor de 1.500.000 vehículos circulando por la ciudad de Buenos Aires, la red de avenidas se encontraba saturada y obsoleta. Con vistas a un parque automotor en constante expansión, fue ideado el Plan de autopistas urbanas, firmemente ejecutado por el intendente Cacciatore, que contemplaba una red de autopistas con peaje.
El 10 de junio de 1977 se realizó una licitación internacional para las empresas interesadas en la construcción inmediata de las dos primeras autopistas: la 25 de mayo (AU1) y la Perito Moreno (AU6). El 2 de enero de 1978 se adjudicó la obra al consorcio integrado por las empresas españolas Huarte y Cía. S.A. y Viales, Estacionamientos S.A., y las argentinas Empresa Argentina de Cemento Armado S.A. de Construcciones (E.A.C.A.) y Polledo S.A.I.C. y F., esta última reemplazada posteriormente por INDECO S.A. El concesionario adoptó el nombre de Autopistas Urbanas Sociedad Anónima (AUSA), y su objetivo fue construir, mantener y explotar las dos autopistas con peaje. El derecho de explotación se les otorgó por un período de 28 años a partir de la firma de la concesión.
La construcción comenzó el 2 de noviembre de 1978, ocupando alrededor de 2500 personas. Una importante cantidad de terrenos fueron expropiados, en muchos casos de manera forzada, y con profundo malestar y rechazo de gran parte de los vecinos afectados. Muchos de ellos fueron trasladados a barrios construidos por proyectos estatales de vivienda. Las autopistas 25 de Mayo y Perito Moreno fueron finalmente inauguradas el 6 de diciembre de 1980. Otras obras fueron comenzadas y luego abandonadas, y dichos terrenos fueron ocupados ilegalmente.
Durante la década de 1980 se hicieron obras para extender la línea E de subte hasta Plaza de los Virreyes, y el 27 de agosto de 1987, con la inauguración del PreMetro, que vincula dicha línea de subte con la zona sur de la Capital, los porteños volvieron a tener un tranvía.
A principios de la década de 1990, la ciudad sufrió el proceso de privatizaciones ocurrido en Argentina durante el gobierno de Carlos Menem. Se privatizaron casi todos los servicios públicos: electricidad, gas, agua corriente, teléfonos, ferrocarriles, subterráneos, correos y varios más. Actualmente la mayoría de ellos continúa en manos privadas, con notables excepciones como Aysa (agua corriente).
El 17 de marzo de 1992 a las 14:45 horas, un coche-bomba explotaba contra el edificio de la Embajada de Israel causando 29 muertes. El atentado, era el primero de este tipo que sufría la Argentina, aunque no tardaría en repetirse. El 18 de julio de 1994 a las 9:53 se cometía el segundo atentado terrorista en Buenos Aires. Esta vez el blanco fue la Asociación Mutual Israelita Argentina (AMIA), instalada en el país desde 1894, causando 85 muertos y más de 300 heridos.

## Desde la sanción de la constitución de la ciudad

### Fines delsigloXX

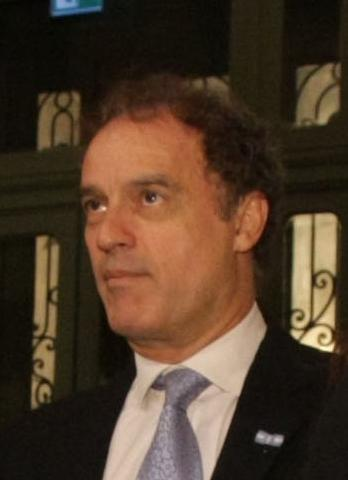
El destituido Jefe de Gobierno Aníbal Ibarra.

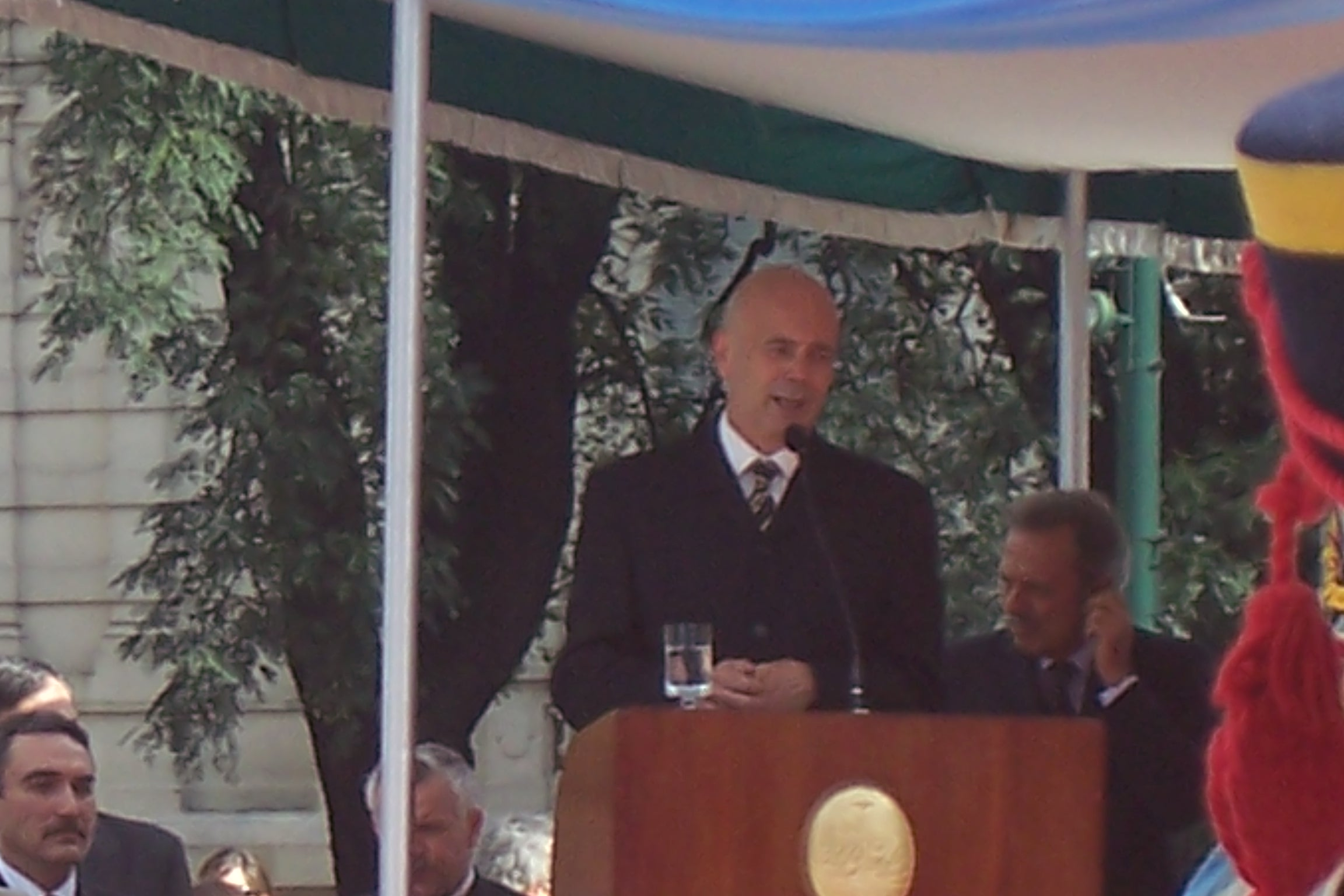
Jorge Telerman, reemplazante de Ibarra.

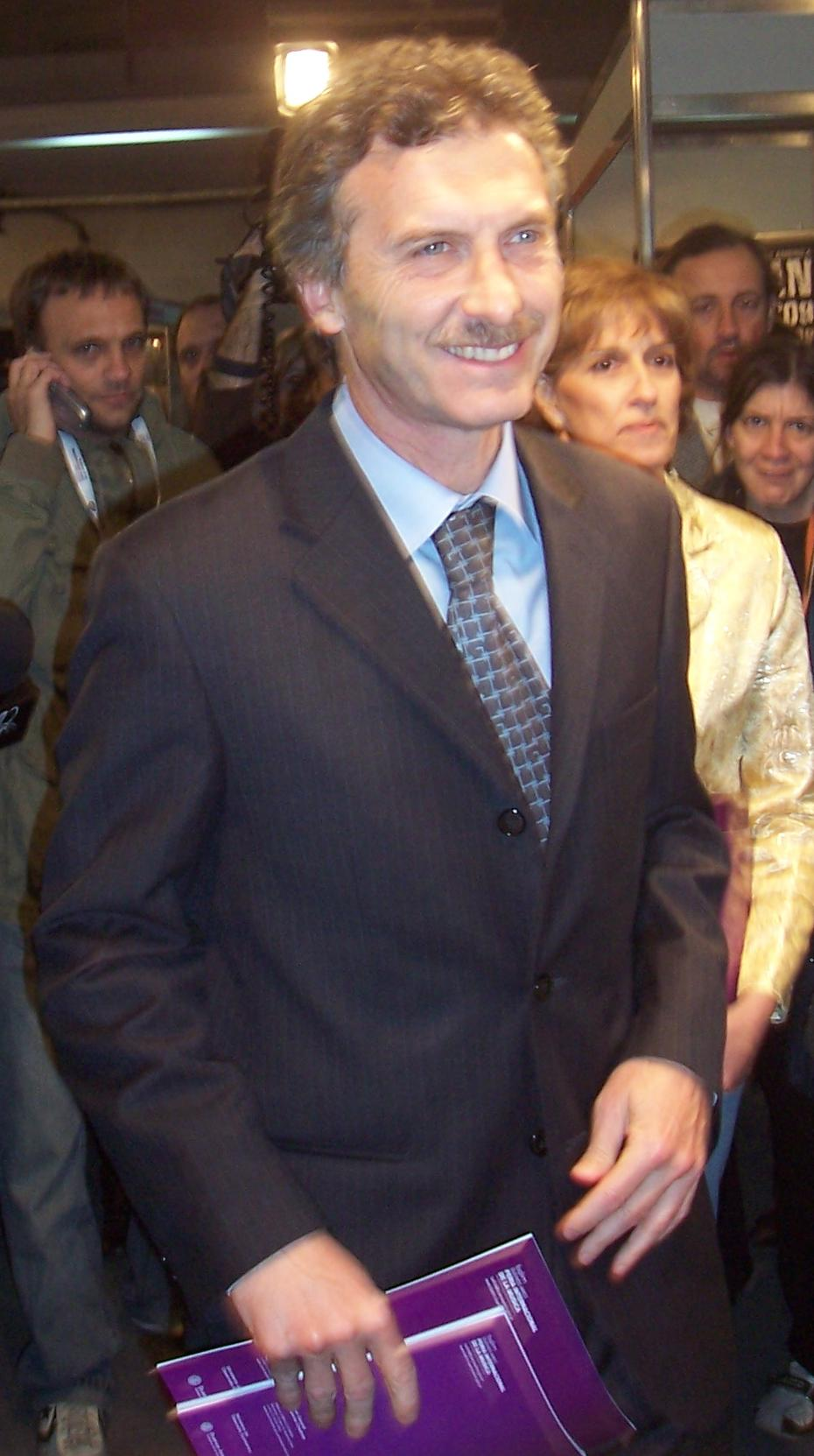
Mauricio Macri, Jefe de Gobierno entre 2007 y 2015.

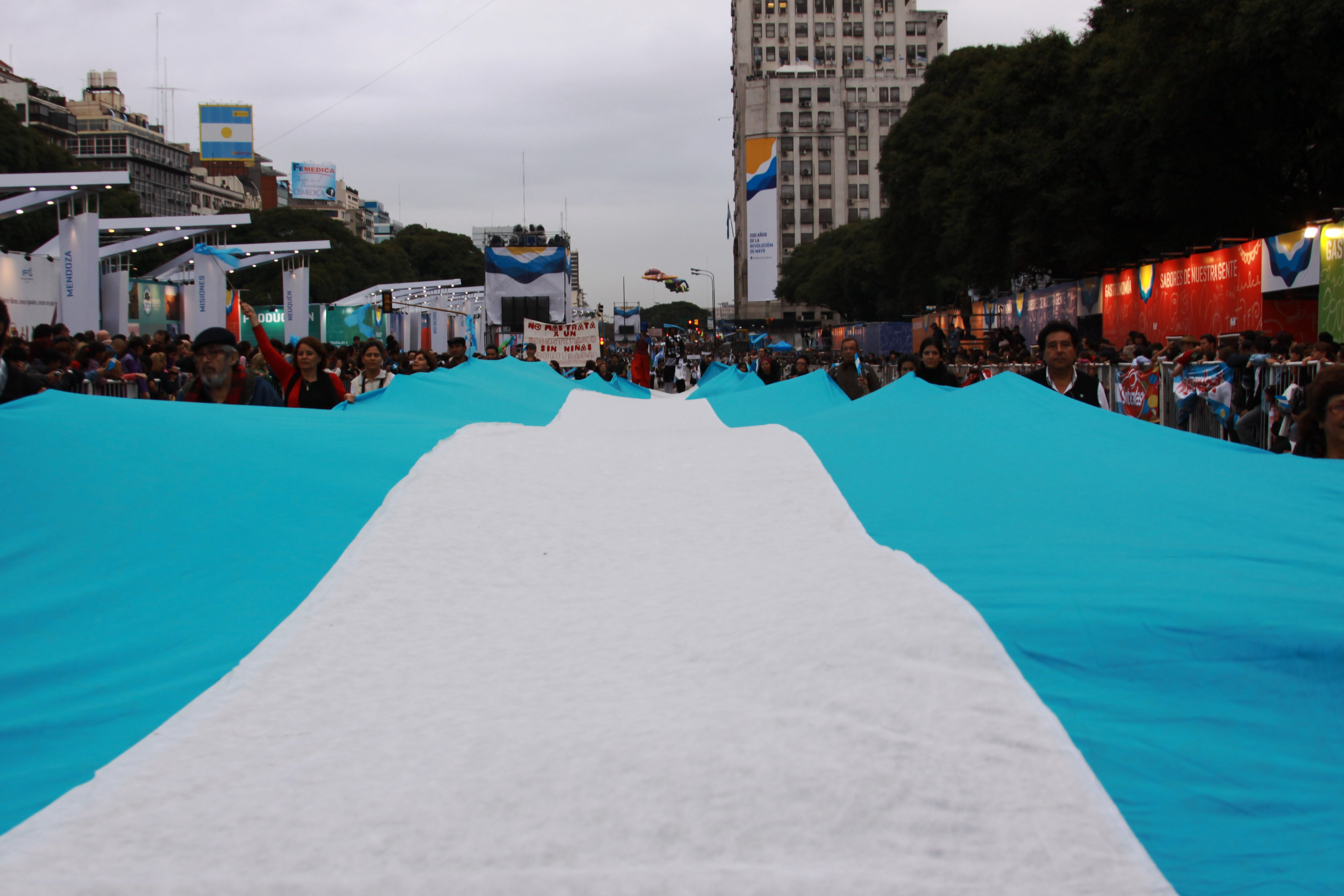
Durante los festejos por el Bicentenario de Argentina, millones de personas visitaron la ciudad.

La Reforma de la Constitución Argentina de 1994 le permitió a Buenos Aires sancionar su propia Constitución y tener un gobierno autónomo, elegido por los ciudadanos de la ciudad.
El 30 de junio de 1996 se celebraron las elecciones tanto para el Jefe de Gobierno como para los Constituyentes. En la elección para Jefe de Gobierno resultó ganador la fórmula radical Fernando de la Rúa - Enrique Olivera, mientras que en la de Constituyentes resultó ganadora la lista del FREPASO, siendo segunda la lista de la UCR, tercera la del Partido Justicialista y cuarta la del partido Nueva Dirigencia. De esta forma el FREPASO obtuvo 25 Constituyentes, la UCR consiguió 19, el Partido Justicialista consiguió 11 y el Partido Nueva Dirigencia 5. De la Rúa se convertiría entonces en el primer Jefe de Gobierno, pero renunciaría en 1999 para asumir la Presidencia de la Nación, siendo entonces reemplazado por el vicejefe Enrique Olivera.
Tras casi dos meses de sesiones la Convención Constituyente sancionó, el 1 de octubre de 1996, la Constitución de la ciudad de Buenos Aires. El antiguo Consejo Deliberante cesaría sus funciones recién el 10 de diciembre de 1997, reemplazado por la Legislatura de la ciudad.
Durante los años siguientes la ciudad continuó con su desarrollo cultural y de su infraestructura. Comenzaron las obras de ampliación de la línea de subterráneos; a la vez que fueron inaugurados y refaccionados diferentes museos, teatros y centros culturales. También se continuaron otras obras viales, como la Autopista Illia, cuyo primer tramo fue inaugurado en 1996.

### SigloXXI
En diciembre de 2001 la ciudad fue testigo de algunos de los cacerolazos y marchas que pedían la renuncia del Ministro de Economía, Domingo Cavallo, y del Presidente de la Nación, Fernando de la Rúa. La represión policial ordenada por el Gobierno Nacional causó varios muertos tanto en las cercanías de la Casa Rosada como en las del Palacio del Congreso. El conflicto finalizó con la renuncia del Presidente, y dio lugar a una de las peores crisis institucionales que sufrió la República Argentina.
El 12 de diciembre de 2002 la Legislatura dio sanción a la Ley de Unión Civil, que permite la unión legal de dos personas independientemente de su orientación sexual. Dicha ley fue promulgada en 2003, convirtiéndose Buenos Aires en la primera ciudad en América Latina en oficializar dichas uniones. Mediante esta Ley, los integrantes de la Unión Civil reciben un tratamiento similar al de los cónyuges en lo respectivo a la legislación de la ciudad. Este era el único tipo de unión en el país que reconocía legalmente a parejas homosexuales hasta la sanción en 2010 de la ley de matrimonio igualitario.
En el 2004 la ciudad sufrió una de sus mayores tragedias cuando el 30 de diciembre se produjo un incendio en el local República Cromañón, que causó 193 muertos y 1432 heridos. Este hecho produjo además una investigación para determinar la responsabilidad política del Jefe de Gobierno Aníbal Ibarra. Tras la investigación, la Legislatura decidió suspenderlo provisoriamente en sus funciones e iniciarle Juicio Político, reemplazándolo provisoriamente el Vicejefe de Gobierno Jorge Telerman. Finalmente el 7 de marzo de 2006 la Sala Juzgadora de la Legislatura decidió destituirlo, por lo que Telerman reemplazó permanentemente a Ibarra en su cargo. En el juicio penal iniciado después se comprobó que Aníbal Ibarra no era culpable y resultó sobreseído, en primera y segunda instancia y también en casación, por lo que el fallo quedó firme. Ibarra sería electo legislador en las elecciones siguientes.
En el año 2007 volvieron a realizarse elecciones para elegir Jefe de Gobierno. Los principales fórmulas eran Mauricio Macri-Gabriela Michetti, Daniel Filmus-Carlos Heller y Jorge Telerman-Enrique Olivera. La elección se realizó el 3 de junio, y la fórmula ganadora fue la de Macri-Michetti con el 45,62 % de los votos, seguida por Filmus-Heller con el 23,77 % y Telerman-Olivera con el 20,70 %. Como los ganadores no alcanzaron el 50 % requerido por la Constitución de la ciudad, fue necesaria una segunda vuelta electoral entre las dos fórmulas más votadas. Esta elección se realizó el 24 de junio y la fórmula Macri-Michetti consolidó su triunfo al obtener el 60,96 % de los votos. De esta forma Mauricio Macri se convirtió en el Jefe de Gobierno electo, y asumió su cargo el 10 de diciembre de 2007. En la misma fecha asumió Aníbal Ibarra como legislador.
El 9 de julio de 2007 volvería a nevar en Buenos Aires, luego de casi un siglo. La última vez había sido el 22 de junio de 1918.
En 2008 fue inaugurado un servicio de tranvías en Puerto Madero, el Tranvía del Este, que recorrió un tramo entre las Avenidas Córdoba e Independencia. Se previó ampliarlo hasta la Terminal de Ómnibus de Retiro y a Caminito en La Boca. Se propuso también una nueva línea a las estaciones terminales Constitución y Buenos Aires. Sin embargo, el proyecto no avanzó y el tramo de prueba fue finalmente suspendido en 2012.
El 5 de febrero de 2010, al entrar en funciones la Policía Metropolitana, la ciudad pudo tener su propia policía, pero ésta solo se encuentra facultada a actuar frente a las contravenciones, siguiendo el control de los delitos a cargo de la Policía Federal Argentina. 
Para ello hubo que reformar la Ley Cafiero, que le impedía a tener fuerzas de seguridad propias. El inicio de las actividades de esta nueva fuerza había sido anunciado 15 meses antes y estaba previsto para octubre de 2009, pero fue demorado a último momento. La creación de esta fuerza estuvo atravesada por varios escándalos, entre los que se destaca la fallida designación del Fino Palacios como su jefe.
En el año 2010 en la ciudad se realizaron los actos centrales del Bicentenario de Argentina, durante los cuales también se celebró la reinauguración del Teatro Colón, luego de los trabajos de restauración hechos a raíz de su deterioro.
El miércoles 22 de febrero de 2012 a las 08:33 a. m. Buenos Aires sufrió una de las peores tragedias ferroviarias de la historia del país cuando un tren que se encontraba llegando a la plataforma número 2 de la Estación Once de Septiembre, no logró detener su marcha y colisionó con los sistemas de paragolpes de contención de la estación, en plena hora pico y con más de 1200 pasajeros a bordo. Fallecieron 51 personas y más de 703 resultaron heridas.
El 4 de abril de 2012 la ciudad sería afectada por una fuerte tormenta que provocaría a su vez una serie tornados, dejando 17 muertos entre la ciudad y el GBA y numerosos destrozos.
El 2 de abril de 2013 la ciudad sufrió una tormenta en la que cayeron más de 155 mm de lluvia, con un registro de precipitaciones que marcó un récord histórico para el mes de abril, y que provocó el anegamiento de varios barrios, dando como resultado 6 muertos, a los que se agregan otros dos en el Gran Buenos Aires. El evento también provocó cortes de energía y agua corriente, así como cuantiosos daños a viviendas y comercios. Luego esas cifras serían superadas por el evento sucedido en La Plata ese mismo día, con 181 mm y varias decenas de muertos.
El 17 de noviembre de 2016 fue sancionada la Ley 5688/16 del Sistema Integral de Seguridad Pública, la cual daba comienzo a la existencia a la "Policía de la Ciudad de Buenos Aires", la cual es la fuerza policial y cuerpo de seguridad propio de la Ciudad Autónoma de Buenos Aires (CABA). Ésta comenzó a operar formalmente el 1 de enero de 2017.
El 1 de agosto de 2022 en horas de la tarde un hombre intentó asesinar a la vicepresidenta Cristina Fernández Kirchner cuando arribaba a su casa en el barrio porteño de Recoleta. El sujeto le gatilló a centímetros de la sien izquierda, pero la bala no salió. Fue retenido por los ciudadanos presentes y luego detenido por la Policía Federal.  Un atentado e intento de femi-magnicidio en democracia, esto pone en evidencia lo frágil que es la seguridad en el país, tanto como  institución como así también en infraestructura.

## Traslado de la capital
Los primeros proyectos de trasladar la Capital Federal fuera de la ciudad de Buenos Aires datan de finales del siglo XIX. En 1868 el presidente Bartolomé Mitre vetó la Ley 252, que pretendía desplazar la capital a la ciudad de Rosario. Domingo Sarmiento también vetó dos leyes que pretendían mudarla al mismo destino: la Ley 294 en 1869 y la 620 en 1873. También vetó en 1870 la ley 462, que pretendía trasladarla a Villa María.
El 3 de mayo de 1972, durante la presidencia de facto del general Alejandro Agustín Lanusse se dictó el decreto-ley 19.610, el cual declara la necesidad de trasladar la Capital de la Nación fuera de la ciudad de Buenos Aires.
Posteriormente, el 27 de mayo de 1987, durante la presidencia del Dr. Raúl Alfonsín el Congreso de la Nación sancionó la ley 23.512 en la que se declara como la nueva Capital Federal a los núcleos urbanos erigidos y por erigirse en un futuro en el área de las ciudades de Viedma, Carmen de Patagones y Guardia Mitre (Distrito Federal de Viedma - Carmen de Patagones), junto con un amplio territorio de campos en la zona del Valle Inferior del río Negro, cedido por las Legislaturas de las provincias de Buenos Aires y Río Negro. Este proyecto, el cual es conocido como Proyecto Patagonia, tenía como objetivo no solo descentralizar la ciudad de Buenos Aires, sino también poblar y desarrollar la región patagónica. Para cumplir con el proyecto, el 21 de julio de 1987, a través del decreto 1156, se creó el Ente para la Construcción de la Nueva Capital - Empresa del Estado (ENTECAP). Cuando Carlos Saúl Menem asumió la presidencia, en 1989, decidió disolver el ENTECAP.
Al ser Buenos Aires un polo donde se concentra la actividad política, económica y cultural del país, el espíritu del Proyecto Patagonia es quitarle su facultad política y trasladarla hacia el Distrito Federal de Viedma - Carmen de Patagones.
Los que impulsan este proyecto creen que descentralizar Buenos Aires dará una oportunidad al interior y nivelará el grave desequilibrio territorial y de recursos que cuenta la Argentina.
Con el proyecto de traslado de la capital se abrió un debate sobre la eventualidad de que la ciudad retornara a la jurisdicción de la provincia de Buenos Aires, lo que se resolvió con el artículo 6º de la ley 23512, el cual establece la provincialización de la ciudad una vez que las autoridades federales estuvieran radicadas en su nueva sede y que se debería convocar a una Convención Constituyente para organizar sus instituciones. Tras vencerse los plazos de vigencia de las cesiones hechas por la provincia de Buenos Aires (el 12 de noviembre de 1991) y por la de Río Negro (el 14 de julio de 1994) el 21 de mayo de 2014 fue derogada la ley 23512 con la sanción del Digesto Jurídico argentino (ley N.º 26939), que es el cuerpo ordenado de las normas nacionales argentinas vigentes, al no ser incluida en su cuerpo normativo. De esta manera el proyecto de traslado de la capital federal llegó jurídicamente a su fin.